# 德国足球甲级联赛
足球联邦联赛（德語：Fußball-Bundesliga，简称 [ˈbʊndəsˌliːɡa] ⓘ），中文通称为德国足球甲级联赛，或简称德甲，是德国足球最高等级的赛事类别，由德国足球协会于1962年7月28日在多特蒙德确立，自1963–64赛季面世。德甲的每支球队均需与同级别的全部其它球队进行主客場制对赛，最终的德國足球冠軍可获得欧洲冠军联赛的参赛资格；而排名最末的两支球队将降级至德国足球乙级联赛（德乙）。排名倒数第三的球队则需要与德乙第三名进行保级附加赛，胜者可获准留在德甲。此外，所有德甲球队都可直接入围德国足协杯比赛，两者冠军将参加德國超級盃的争夺。
作为欧洲五大联赛之一，德甲在欧洲足联的联赛系数排名中目前位居全欧第4。德甲也是全球现场观战人数最高的足球联赛，其于2013年至2018年间的场均上座率高达43,302人次，同时还在全球209个国家和地区进行电视转播。拜仁慕尼黑是德甲最为成功的球队，共获得32次德国冠军。2024年至2025年德国足球甲级联赛是第62届赛事。赛季于2024年8月23日开始，至2025年5月17日结束，其中2024年12月20日至2025年1月12日为冬歇期。利華古遜為该赛季的衛冕冠军。

## 举办模式

### 赛制

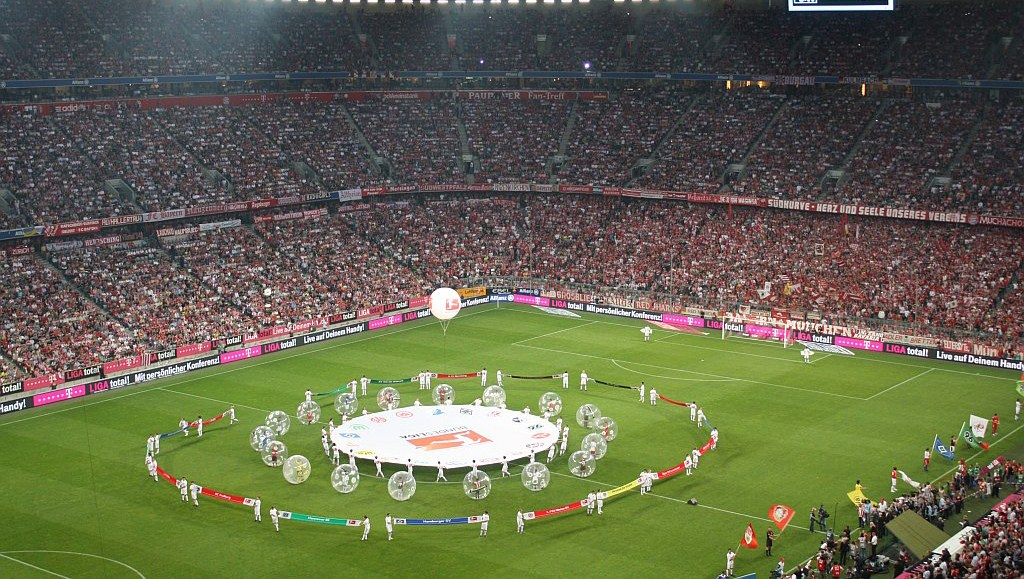
在安联球场举行的2010-2011赛季德甲开幕式

德甲联赛采取双循环主客场制比賽，总共18支参赛球队根据赛季前统一制定的固定比赛计划相互对赛两次，其中主、客场各一次。上下半季的赛程并不相同，而双方球队亦不会在同一半季中对赛两次。赛季中的全部34轮比赛通常从8月初至次年5月中进行。若賽季结束当年会舉行欧洲杯或世界盃，該賽季或會提前至5月初结束。直至1980年代中期，德甲赛季在冬季都拥有一个短暂的间歇期。1964年12月31日由纽伦堡主场1:1战平史特加的比赛成为唯一一场在元旦前夕进行的赛事。持续时间较长的冬歇期于1986-87赛季首次推出，由12月初至次年2月下旬。目前的冬歇期为期三周，通常在12月或1月。传统上每个轮次都应在周六下午15:30开赛，但近年来也增设了周五及周日的比赛，周五的比赛一般在晚上20:30开赛，而周日的两场比赛则应在下午15:30和17:30开赛。另外，联赛组委会一般都会在每一轮中挑选出一场“顶级比赛”，安排在每周六晚18:30开赛。此外，若受到球队欧洲赛事或国家队赛事密集的影响，部分轮次也会安排在周二及周三进行。
每个赛季的赛程表都会进行调整，以确保赛事的系统性及球队相互对赛的顺序。赛程表主要借助电脑程序依照相关的重要参数，例如其他重要赛事的赛程而制定，并根据国际足联及欧洲足联的框架时间表确定比赛日期。此外，借助中央安全资讯系统（Zentrale Informationsstelle für Sicherheit，简称ZIS）可排除重叠的比赛机会。因此，例如像多特蒙德和盖尔森基兴两座相邻的城市同时进行主场比赛是可以避免的。
在双循环主客场制比赛中最终名列第一的球队，可以获得为期一年的“德国足球冠军”称号；排名最末的两支球队需要降入德国足球乙级联赛，作为替换，在德乙排名前两位的球队可以直接升入德甲。此外，自2008-09赛季起，德甲排名倒数第三的球队需要与德乙排名第三的球队进行附加赛，胜者得以在留在德甲。除了德国冠军队和降级队，德甲联赛还将依照名次分配参与欧洲俱乐部赛事的球队。这主要通过欧洲足联积分排名，以确定各成员国可以获得的欧洲冠军联赛、欧洲联赛、国际托托杯和欧洲优胜者杯的参赛席位，以及在各赛事中的参赛阶段。成员国的积分排名越高，可入围参与欧洲赛事的名额便越多。根据德国在欧洲足联积分排名的名次，德甲的冠军、亚军和季军均直接入围欧洲冠军联赛小组赛，殿军也可参加欧洲冠军联赛。德甲的第五、第六名以及德国足协杯冠军则可获得参加欧洲联赛的资格。若有球队入围德国足协杯决赛并已在德甲联赛中获得欧洲冠军联赛或欧洲联赛资格，则德甲第七名也可参加欧洲联赛。此外，其它球队也可通过欧洲足联公平竞赛排名参与欧洲联赛的入围竞争，美因茨05和柏林赫塔便分别于2005年和2008年藉此排名入围欧洲联盟杯。
每場比赛后，胜方及负方球队可分别获得3分（自1995-96赛季起实施，此前为2分制）和0分，平局则各得1分，球队在一个赛季中每场比赛获得的积分将被相加，以确定其联赛排名。积分相同的球队将按得失球差排列名次，得失球差相同则按入球数计。若入球数仍然相同，则考虑相关球队的对赛成绩、对赛得失球差及对赛客场入球数。如果以上方法都無法分出有關球隊的排名，最後將於中立場地進行一場附加賽決出勝負，但在德甲歷史上迄今为止從未出現過此情況。
德甲的竞赛模式自开办以来几乎未发生改变。出现波动的也只是参赛队伍的数量（16、18、20）和降级名额的数量（2至4），有时也会通过举办保级附加赛来确定升降级的名额。直至1969年，积分相同的球队不是计算得失球差，而是计算得失球商數。三分制自1995-96赛季起实施，在此之前，球队胜、平可分别获得的分值为2分和1分。同时，平、负也会被计入“负分”的积分系统。

### 欧洲足联积分排名
截至2024-25赛季，德甲在欧洲足联五年评分中的排名如下（黑体数字为当季最高分获得者）：
| 2025年 名次 | 2024年 名次 | 变动 | 成员国协会 （L：联赛，C：杯赛，LC：联赛杯） | 2020–21 赛季得分 | 2021–22 赛季得分 | 2022–23 赛季得分 | 2023–24 赛季得分 | 2024–25 赛季得分 | 总分    | 欧冠名额 | 欧联名额 | 欧协联名额 | 总数 |
| ----------- | ----------- | ---- | ------------------------------------------- | ---------------- | ---------------- | ---------------- | ---------------- | ---------------- | ------- | -------- | -------- | ---------- | ---- |
| 1           | 1           | —    | 英格兰 （L，C，LC）                         | 24.357           | 21.000           | 23.000           | 17.375           | 29.464           | 115.196 | 4        | 2        | 1          | 7    |
| 2           | 2           | —    | 意大利 （L，C）                             | 16.285           | 15.714           | 22.357           | 21.000           | 21.875           | 97.231  | 4        | 2        | 1          | 7    |
| 3           | 3           | —    | 西班牙 （L，C）                             | 19.500           | 18.428           | 16.571           | 16.062           | 23.892           | 94.453  | 4        | 2        | 1          | 7    |
| 4           | 4           | —    | 德国 （L，C）                               | 15.214           | 16.214           | 17.125           | 19.357           | 18.421           | 86.331  | 4        | 2        | 1          | 7    |
| 5           | 5           | —    | 法国 （L，C，LC）                           | 7.916            | 18.416           | 12.583           | 16.250           | 17.928           | 73.093  | 3        | 2        | 1          | 6    |

### 主办方
德甲联赛在2001年之前均由德国足球协会主办。此后，德国足协联合德甲及德乙36支职业俱乐部共同成立的德国足球联赛协会成为赛事主办方。德国足协与它之间通过一份基础协议实现间接规管。目前德国联赛协会的运营任务已转移至其全资附属子公司——德国足球职业联盟（DFL）。
德国足球职业联盟的宗旨是维护和加强职业足球在德国的运作，它是两个级别联赛全体成员的服务提供商，并代表球队处理公众和媒体事务。德国足球职业联盟的职责主要有三个方面：比赛运营、授权及推广。除了主办职业足球赛事，它还掌握着对德甲和德乙每赛季总共612场比赛的电视、电台广播和互联网的转播分配权。此外，德国足球职业联盟还负责在德国及海外的品牌推广以及对36支职业球队及地区联赛球队的参赛牌照发放工作。

### 参赛资格
为了参加德甲联赛，每支球队都需要获得一个由德国足球职业联盟（2001年以前由德国足协）授权的参赛牌照。参赛许可将根据竞赛、法律、人事行政、基建、安保、媒体技术和财务等范畴的标准进行发放。在此列出的条件均具有同等的重要性，但是为了确保球队的经济表现，牌照审批通常会更侧重财务标准。
2007年以前，球队的经济审查仅需在每年春季进行，而自2007-08赛季开始，则推出了所谓的“牌照复审”（Lizenzierungsnachschau）政策。在此政策下，一些经济实力较弱的球队需要在秋季再次接受经济审查。其年度资产负债表需要在6月30日前完成更新，球队必须证明在预算额中的流动资金足够提供至赛季结束。无法达标的则需要满足其它进一步的条件。若仍无法实现标准，球队可能被制裁，面临最高会被扣除当季分数的处罚。
德国是全世界足球牌照发放程序最为严格的国家之一。由于特别重视对流动资金的考核，以及在审查过程中充分考虑了球队在来季是否能够维持比赛运作，因此德甲联赛自成立以来还没有球队在赛季进行中宣告破产或因经济原因退出联赛。
若德甲联赛球队无法获得参赛牌照，按照规定将在下一赛季被强制性降入德丙，其当季排名也将移动至德乙联赛的积分榜最末端。而原本降级的球队名额将相应减少。德累斯顿迪納摩在1994-95赛季成为第一支也是迄今唯一一支因经济原因被拒绝发放下一赛季参赛牌照的德甲球队。然而，也有其它几支球队曾因违反牌照条件被罚款和扣分。

## 历史

### 既往史（1932年—1962年）

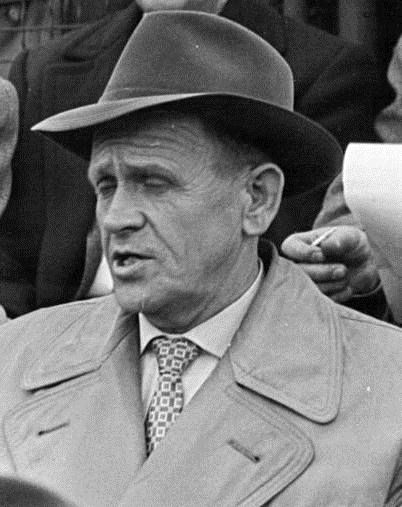
被称作“德国足球之父”的塞普·赫尔贝格是德甲联赛的主要倡导者之一

在1932-33赛季，德国范围内仍有55个地区在使用不同的名称举办最高级别联赛，例如行政区联赛（Bezirksliga）和大区联赛（Gauliga）。早在1932年，作为德国足协第四任主席的菲利克斯·林内曼便提出创立“国家联赛”（Reichsliga）的设想，其中成绩最好的球队应成为德国冠军。原本计划于1933年5月28至29日召开全体会议进行讨论并表决，但就在会议即将举行前一个月又突然宣布取消，原因是德国国内的政治局势急剧恶化，足协在这种情况下讨论足球职业化问题显然是不适宜的。纳粹上台后，区域联赛的数量自1933-34赛季起出现缩减，到二战结束时已经只剩下16个，尽管竞赛形式受到战争的影响而有一些变化，但这些联赛在当时仍然代表了德国足球的最高水準。
虽然一些欧洲主要国家在第二次世界大战前便开办了全国性的职业联赛，比如英格兰自1888年以及西班牙和意大利自1920年代，但德国分散在各地的高级联赛水準参差不齐，各球隊都是由業餘選手組成，球員靠踢球不能養家糊口，且一些顶级球队和联赛中其他球队的实力差距较大。由于缺乏挑战，导致德国球队的国际竞争力下降，欧洲赛事主要由西班牙或意大利的球队主宰。德国足球要增强整体的实力水準，必需通过创建全国性的顶级职业联赛，并营造程度更为均衡的阵容来实现。
第二次世界大战后，联邦德国再次就引入一个全国性的职业联赛进行了探讨。这一想法的主要倡导者是时任科隆足球俱乐部董事长、并自1949年起担任“德甲及职业足球兴趣团体（Interessen gemeinschaft Bundesliga und Berufs-Fußball）”主席的弗朗茨·克雷默，他与战争前德国足协提出的国家联赛设想不谋而合。然而，德国足协对于竞技体育是否能适应市场经济的运作仍表示极大的顾虑，许多批评者担心，职业球队将无法承担财务能力。因此，在1958年于法兰克福召开的德国足协成员特别会议上，创建德甲联赛的第一次尝试宣告失败。尽管如此，克雷默随后又寻求到时任国家队主教练塞普·赫尔贝格及萨尔州足协主席（后为德国足协第七任主席）的赫尔曼·纽贝格等重要人物的支持。1962年，在德国国家队于智利世界杯四分之一决赛被淘汰的几周后，纽贝格再度建议创建一个顶级的联赛类别。1962年7月28日，各联邦州的足协代表在多特蒙德威斯特法伦会议中心金色大厅（Goldsaal）举行的德国足协全体会议中进行投票，最终以103票赞成，26票反对的结果，确定在1963-64赛季设立德国足球甲级联赛。
新创立的德甲联赛共设16支参赛球队，其中从西部高级联赛和南部高级联赛各入围5支、北部高级联赛入围4支、西南部高級聯賽入围2支及柏林城市联赛入围1支。球队的竞技成绩及经济实力将对其参赛资格起到决定性的影响，不过每座城市只能拥有一支球队的限制则广受质疑。寻求最终16个创始成员的选择过程是极其复杂的。德国足协为此设立了一项计分标准，依据球队在1951-52赛季至1954-55赛季的高级联赛排名计单倍分，1955-56赛季至1958-59赛季计双倍分，1959-60赛季至1962-63赛季计三倍分。对于入围联赛总决赛和德国足协杯决赛的球队还有附加分。此外，德国足协对于基础设施的条件也有明确的规定，参赛球队必需拥有可容纳35,000名观众的体育场和泛光灯设备。这项12年总评定的细节由德国足协董事会在1962年10月6日进行审批。
高级联赛的全部74支球队中共有46支参与首季德甲的入围竞争。然而有15个申请者遭到了当场拒绝，当中包括慕遜加柏、黑森卡塞尔和利華古遜。首批9支入围球队在1963年1月11日获得通过，他们是科隆、多蒙特、沙尔克04、雲達不萊梅、法兰克福、纽伦堡、萨尔布吕肯、漢堡和柏林赫塔。此时仍有20支球队在竞争余下的7个名额，他们更试图要求将德甲联赛的参赛名额扩大至18个或20个。1963年5月6日，普鲁士明斯特、迈德里希、布伦瑞克、凱沙羅頓、慕尼黑1860、史特加和卡尔斯鲁厄成为最后入围德甲的7支球队。其余13支球队则被划入新成立的次级联赛——地区联赛。
参加首届德甲联赛的16支创始球队部分极具争议性。首先，萨尔布吕肯并非通过其竞技成绩，而是通过满足场馆和基础设施要求入围。据推测，作出这一决定主要是由于时任德国足协主席团成员的赫尔曼·纽贝格希望把他的家乡球队带入德甲。若以竞技成绩计，皮尔马森斯或诺因基兴的历史表现仅次于凯泽斯劳滕，应作为第2支西南部高级联赛的球队入围德甲。此外，在南部、西部和北部入围的球队也备受争议。西部高级联赛的代表认为亚琛被忽略了，但来自于下莱茵足协的球队迈德里希却受到优待。作为北部高级联赛第三入围的布伦瑞克也遭到批评，因为汉诺威96在12年总评定中的得分高于前者，并且拥有更好的硬件设施。
德甲联赛的16支创始球队最终为：
- 来自北部高级联赛：布伦瑞克、雲達不萊梅、漢堡
- 来自西部高级联赛：多蒙特、科隆、迈德里希、普鲁士明斯特、沙尔克04
- 来自西南部高级联赛：凱沙羅頓、萨尔布吕肯
- 来自南部高级联赛：法兰克福、卡尔斯鲁厄、纽伦堡、慕尼黑1860、史特加
- 来自柏林城市联赛：柏林赫塔

### 成立初期（1963年—1968年）
| 赛季    | 歷屆联赛冠军 |
| ------- | ------------ |
| 1963–64 | 科隆         |
| 1964–65 | 雲達不萊梅   |
| 1965–66 | 慕尼黑1860   |
| 1966–67 | 布伦瑞克     |
| 1967–68 | 紐倫堡       |
| 1968–69 | 拜仁慕尼黑   |
| 1969–70 | 慕遜加柏     |
| 1970–71 | 慕遜加柏     |
| 1971–72 | 拜仁慕尼黑   |
| 1972–73 | 拜仁慕尼黑   |
| 1973–74 | 拜仁慕尼黑   |
| 1974–75 | 慕遜加柏     |
| 1975–76 | 慕遜加柏     |
| 1976–77 | 慕遜加柏     |
| 1977–78 | 科隆         |
| 1978–79 | 漢堡         |
| 1979–80 | 拜仁慕尼黑   |
| 1980–81 | 拜仁慕尼黑   |
| 1981–82 | 漢堡         |
| 1982–83 | 漢堡         |
| 1983–84 | 史特加       |
| 1984–85 | 拜仁慕尼黑   |
| 1985–86 | 拜仁慕尼黑   |
| 1986–87 | 拜仁慕尼黑   |
| 1987–88 | 雲達不萊梅   |
| 1988–89 | 拜仁慕尼黑   |
| 1989–90 | 拜仁慕尼黑   |
| 1990–91 | 凱沙羅頓     |
| 1991–92 | 史特加       |
| 1992–93 | 雲達不萊梅   |
| 1993–94 | 拜仁慕尼黑   |
| 1994–95 | 多蒙特       |
| 1995–96 | 多蒙特       |
| 1996–97 | 拜仁慕尼黑   |
| 1997–98 | 凱沙羅頓     |
| 1998–99 | 拜仁慕尼黑   |
| 1999–00 | 拜仁慕尼黑   |
| 2000–01 | 拜仁慕尼黑   |
| 2001–02 | 多蒙特       |
| 2002–03 | 拜仁慕尼黑   |
| 2003–04 | 雲達不萊梅   |
| 2004–05 | 拜仁慕尼黑   |
| 2005–06 | 拜仁慕尼黑   |
| 2006–07 | 史特加       |
| 2007–08 | 拜仁慕尼黑   |
| 2008–09 | 禾夫斯堡     |
| 2009–10 | 拜仁慕尼黑   |
| 2010–11 | 多蒙特       |
| 2011–12 | 多蒙特       |
| 2012–13 | 拜仁慕尼黑   |
| 2013–14 | 拜仁慕尼黑   |
| 2014–15 | 拜仁慕尼黑   |
| 2015–16 | 拜仁慕尼黑   |
| 2016–17 | 拜仁慕尼黑   |
| 2017–18 | 拜仁慕尼黑   |
| 2018–19 | 拜仁慕尼黑   |
| 2019–20 | 拜仁慕尼黑   |
| 2020–21 | 拜仁慕尼黑   |
| 2021–22 | 拜仁慕尼黑   |
| 2022–23 | 拜仁慕尼黑   |
| 2023–24 | 利華古遜     |
| 2024–25 | 拜仁慕尼黑   |

德甲首赛季的第一比赛日设于1963年8月24日，在多特蒙德主场对阵云达不来梅的比赛中，蒂莫·科涅茨卡在开场后58秒便攻入1球，成为德甲历史上的首粒入球。第一比赛日的全部8场比赛共吸引了327,000名观众到现场。在当时已成为职业俱乐部的科隆在该赛季中仅负2场，以领先第二名迈德里希6分的优势夺得德甲首赛季冠军。
在接下来的一个赛季，德甲联赛遭遇了首次重大危机。柏林赫塔由于违反规定擅自提高球员工资而被取消参赛资格，俱乐部也因此被勒令降级至第二级别的地区联赛。此时按竞技成绩本应降级的两支球队卡尔斯鲁厄和沙尔克04继而提出申诉，声称各有2场比赛是在柏林赫塔暗中给球员加薪的刺激下输掉的，并双双反对将自身降级。于是德国足协宣布将德甲联赛的参赛球队数量增加至18支，并暂停降级一个赛季。德国足协还决定为柏林的球队占用一个参赛名额。政治背景在此时发挥了重要的作用，因为自1949年以来，历任德国内阁都强调西柏林是联邦德国不可或缺的一部分。代替柏林赫塔的球队是柏林地区联赛的上届冠军及当届季军柏林塔斯马尼亚，它是在应届冠军柏林普鲁士网球参加升级附加赛失败和亚军斯潘道主动弃权后，通过非竞技成绩入围德甲。
尽管在1965-66赛季的揭幕战取得首胜，柏林塔斯马尼亚仍然仅在德甲联赛中维持了1个赛季便降级，并且成为德甲历史上成绩最差的球队，共有7项负面纪录位居德甲之最，分别为：最低进球数（15球）、最高失球数（108球）、最少正积分（8分）、最少胜场（2场）、最多负场（28场）、最少单场入场观众（827人）和最长不胜（连续31场）。而门兴格拉德巴赫和拜仁慕尼黑作为在同年升级的另两支球队，仅经历了较短时间便成为了德甲的主宰者。至1970年止，每个赛季的德甲均由不同的球队夺冠。纽伦堡在1967-68赛季夺冠后随即于1968-69赛季降级，是德甲联赛第一次及唯一一次发生卫冕冠军降级的情况。2018年漢堡降級後，德甲16支创始球队已無一隊保持未降級的紀錄。
在欧洲冠军杯中，首个德甲冠军科隆在四分之一决赛中被淘汰。尽管曾有法兰克福（于1960年）进入决赛以及汉堡（于1961年）和多特蒙德（于1964年）进入半决赛的纪录，但在另一方面，德国杯冠军在欧洲优胜者中的表现则更为出彩。而在欧洲联盟杯的前身——欧洲博览会杯中，德甲球队只有科隆和法兰克福分别于1964年和1967年进入半决赛。

### 拜仁、门兴争霸期（1969年—1977年）
1970年代初，时任奥芬巴赫踢球者主席的霍斯特-格雷戈里奥·卡内拉斯在1971年6月6日揭露了震惊德甲的贿赂丑闻。由于在积分制的保级战比赛被操纵，使红白奥伯豪森和比勒费尔德得以成功留在德甲。德国足协在首席检察官汉斯·金德曼（Hans Kindermann）的调查中发现，1970-71赛季的最后8轮赛事中共有18场比赛受到操纵，并就此对涉案的52名球员、2名教练和6名球队官员进行了处罚。然而，由于涉及的面广队多，影响到复杂的比赛结果，6支涉案球队最后只有比勒费尔德和奥芬巴赫踢球者被吊销德甲参赛牌照。
在随后的一段时间里，德甲联赛的声誉跌至谷底。观众通过拒绝入场的方式以惩罚球队。尽管观众人数自1965-66赛季以来便已持续下降，但最显著的还是从1970-71赛季的630万人次下降至1971-72赛季的540万人次，1972-73赛季则达到最低点，录得500万人次，平均每场比赛仅为16,372人。除了丑闻的影响，在当时还有其它的原因的造成观众减少，其中包括体育场缺乏舒适性以及电视覆盖率的增加。在这之后，通过德国主办1974年世界杯的契机，许多体育场进行了改建、扩建或新建工程，尤其是得益于他们的盈利，使得其观众人数随声望再度攀升。此外，德甲球队在此期间于国际赛场上也获得了巨大成功。
门兴格拉德巴赫在1970-71赛季成为德甲首支成功实现卫冕的球队。在随后的6个赛季中，拜仁慕尼黑和门兴格拉德巴赫先后完成了夺冠“帽子戏法”，这项成就在后来只有拜仁慕尼黑可以再度实现（1985-1987年、1999-2001年，2013-2023年11连冠）。自1969年开始的连续9个赛季中，德甲冠军均被这两支球队包揽。拜仁慕尼黑于1972年迁入为慕尼黑奥运会而新建的慕尼黑奥林匹克体育场。与巴伐利亚对手相比，门兴格拉德巴赫自身体育场的观众席位较少，且核心球员总被转售至国外。因此，它在1970年代末已不再具备竞争力。1977年是门兴格拉德巴赫最后一次在德甲夺冠，球队在1999年和2007年甚至遭到降级，拜仁慕尼黑得以在随后的时期继续扩大其德甲霸主地位。
在1978年4月29日进行的一场德甲比赛中，门兴格拉德巴赫在主场以12:0战胜多特蒙德，创造了德甲历史的最悬殊比分胜利。而在1976年，比利时球员罗格·范古尔加盟科隆，其转会费在德国首次达到100万德国马克。在随后的几年中，无论是转会费或是球员工资都继续大幅提升。
1970年代是德甲球队在国际赛场上最为成功的10年。其间每年都至少有1支球队进入欧洲三大杯的半决赛，当中共夺得3次欧洲冠军杯（拜仁慕尼黑于1974至1976年）、1次欧洲优胜者杯（汉堡于1977年）和3次欧洲联盟杯（门兴格拉德巴赫于于1977年、1979年以及法兰克福于1980年）。德甲还在1980年的欧洲联盟杯中包揽了半决赛的全部4支球队，这一成就迄今尚无其它国家联赛可以实现。

### 南北对抗期（1979年—1990年）
在1980年代，德甲的观众入场人数再度滑落。这主要是因为一些德国球星跳槽至国外球队。当时最为引人注目的是卡尔-海因茨·鲁梅尼格从拜仁慕尼黑转投国际米兰，转会费首次超过1000万德国马克。而鲍里斯·贝克尔和施特菲·格拉芙所取得的成就，也使媒体和观众的兴趣转移至网球赛场。虽然国家队在1982年和1986年均进入了世界杯决赛，但其表现仍然缺乏吸引力。为了抵消观众不足和在冬季恶劣天气条件下场地经常无法进行比赛的影响，自1986年起，冬歇期被延长至8周。
汉堡凭借其当家球星霍斯特·赫鲁贝施、曼弗雷德·卡尔茨和菲利斯·馬加夫的出色表现，自1970年代末期起成为对抗拜仁慕尼黑的主角。继1979年首次夺得德甲冠军后，汉堡在奥地利主帅恩斯特·哈佩尔的带领下又分别于1982年和1983年两度折桂，后者亦因此成为德甲最成功的外籍教练。但汉堡的三连冠伟业最终未能实现，因其在1983-84赛季中因得失球数不及斯图加特而屈居亚军。
拜仁慕尼黑则在1970年代末期经受住了优秀球员出走所带来的负面影响，并且能在新的10年中延续过往的成就。然而自1980年代中期起，他们不得不面对北部重新崛起的云达不来梅的竞争。由奥托·雷哈格尔执教的云达不来梅在1970年代仍被称为“穷孩子（Kellerkinder）”，甚至曾在1980-81赛季降入德乙，但他们随后很快便升级，并持续位居德甲的积分榜上游。拜仁慕尼黑在此期间巩固了其统治地位，并在1986年和1987年赢得了第九座和第十座德国冠军奖杯，从而成为德国足球夺冠次数最多的球队。原纪录由获得过9次冠军（其中8次在德甲创立前获得）的纽伦堡所保持。拜仁慕尼黑与云达不来梅的竞争持续了好几年，在1985年和1986年冲冠未果后，云达不来梅终于在1988年夺得其第二座德甲冠军奖杯，并在接下来的几个赛季中保持强劲势头。
德甲球队在1980年各4次进入欧洲冠军杯（汉堡于1983年夺冠）和欧洲联盟杯（勒沃库森于1988年夺冠）的决赛。虽然直至1984年都至少每年有1支德甲球队入围欧洲赛事的半决赛，但都无法与其在1970年代所取得的成就相比。

### 两德统一及商业化（1991年—1999年）
自1990年代初以来，德甲联赛的受欢迎程度日渐增长。一方面这是因为国家队所取得的竞赛成就（1990年第三次夺得世界杯及1996年第三次夺得欧洲杯），另一方面则是受益于德甲成为了媒体的目标市场。自普莱米尔电视台于1990年开始对德甲赛事进行现场直播后，德国卫星一台也在1年后接管了周六夜晚比赛的电视转播权。
两德统一后，东德足球协会在1991年被并入德国足协。由于东德足球联赛系统与西德的比赛运作类似，汉莎罗斯托克和德雷斯顿迪纳摩得以从东德高级联赛进入德甲。因此在1991-92赛季中德甲临时扩军至20队，其中降级名额将多达4队。二战后首次由统一的德国参与的德甲冠军被斯图加特夺得，它在最后一轮中力压法兰克福和多特蒙德而登顶。
这一时期德甲各队的竞争实力较往年更为均衡，10年中共有5支球队夺得冠军。多特蒙德凭借大手笔投入将尤尔根·科勒尔、斯特凡·罗伊特和安德烈亚斯·穆勒等欧洲杯冠军队成员从海外招致麾下，从而成为拜仁慕尼黑的主要竞争对手之一。除了斯图加特和云达不来梅，凯泽斯劳滕也在1998年夺得德甲冠军，成为第一支及唯一一支从德乙升级后直接夺冠的球队。
在1990年代，德甲球队同样每年至少有1支球队入围欧洲赛事的半决赛，其中1次获得欧洲冠军联赛冠军（多特蒙德于1997年）、2次获得欧洲联盟杯冠军（拜仁慕尼黑于1996年和沙尔克04于1997年）以及1次获得欧洲优胜者杯（云达不来梅于1992年）。
卡尔斯鲁厄、弗赖堡和沃尔夫斯堡等一些新崛起的球队在其首个德甲赛季中便获得了欧洲联盟杯的参赛资格，卡尔斯鲁厄甚至在1994年进入了欧洲联盟杯半决赛。而长时间位于德甲的一些传统强队例如法兰克福、门兴格拉德巴赫和凯泽斯劳滕则在这一时期先后经历了首次降级。

### 足球热潮（2000年—2009年）
自2000年以来，拜仁慕尼黑共获得了9次德甲冠军。期间也获得过冠军的其它球队包括多蒙特（2002年、2011年和2012年）、云达不来梅（2004年）、斯圖加特（2007年）以及在2009年首次夺冠的沃尔夫斯堡。
这一时期的德甲冠军往往要到最后一轮才决出。1999-00赛季中，勒沃库森只需在最后一轮战平翁特哈兴便可夺冠，但0:2的失利使其只能将冠军拱手相让给拜仁慕尼黑。更为戏剧化的冠军争夺发生在随后一个赛季，沙尔克04在其最后一轮的比赛结束后错误认为已加冕德甲冠军，但拜仁慕尼黑凭借其补时阶段的进球成功捍卫了自己的冠军头衔。沙尔克04也因此被其球迷称作“心中的冠军（Meister der Herzen）”。2003年8月24日，有“德甲恐龙”之称的汉堡在主场对阵“纪录冠军”，就此揭开了德甲联赛第40年的序幕。同年，德甲开始为冠军球队设立冠军星章。
2002-03年球季起，德甲引入揭幕戰概念，於第1週聯賽之星期五晚上進行，比賽球隊其中一方必定為衛冕冠軍。衛冕冠軍於揭幕戰至今保持不敗，共取得16勝5和佳積（截至2022-23年球季）。
2005年1月，由足球裁判罗伯特·霍伊泽尔参与的赌球丑闻震惊了德国。然而，受到牵连的赛事仅在德乙联赛、德国足协杯和地区联赛之中。德国足协及德国足球职业联盟随即在丑闻过后设置了一个早期预警系统，用以监测未来不寻常的投注。尽管如此，德甲的观众总人数纪录还是在不断刷新。2004-05赛季的306场比赛共吸引了超过1156万名观众到场观战（平均每场37,781人），这一数字为欧洲五大联赛最高。多特蒙德主场的平均上座率也为欧洲各队之冠，达到场均77,235人。造成观众人数不断攀升的原因是德国为承办2006年世界杯而改造及新建了许多现代化的体育场，体育场还根据不同的观众需求增加了商务包厢；以及民众对足球的兴趣普遍提高，当中女观众的数量也占了相当的比重。
跨入新千年后，德甲球队随即连续2次进入欧洲冠军联赛决赛（拜仁慕尼黑于2001年和勒沃库森于2002年）及1次进入欧洲联盟杯决赛（多特蒙德于2002年）。拜仁慕尼黑在2001年获得的欧冠奖杯是德甲球队于2000年代唯一一次在欧洲赛场上夺冠。

### 重返欧战之巅（2009年—2013年）
随着德甲在欧洲赛事中逐渐衰落，其于欧洲足联积分排名中的名次在21世纪初期也不断下降。由于排名跌出前三，其在欧洲冠军联赛的参赛名额被削减。在一度甚至沦落至欧洲第五后，德甲联赛在2010-11赛季结束时的欧战积分排名重回第三，并自2011-12赛季起再度获得4个欧冠参赛名额，2015-16赛季结束后德甲联赛的排名超过英超联赛，排名第二，仅次于西甲。。
2009年，云达不来梅与汉堡在欧洲联盟杯半决赛中相遇，前者获得了胜利并成为自2002年以来第一支进入欧洲赛事决赛的德甲球队。但在决赛中，云达不来梅战至加时赛终以1:2不敌顿涅茨克矿工。2010年，拜仁慕尼黑成为自2002年以来首度晋身欧洲冠军联赛半决赛及决赛的德甲球队。在决赛中，慕尼黑人以0比2负于国际米兰。他们于两年后再次进入欧冠决赛，却在自己的主场不敌切尔西。在2012-13赛季中，代表德甲参赛的7支球队全部进入欧洲两大赛事的淘汰赛阶段，这在历史上尚属首次。此外，2013年欧洲冠军联赛决赛是在多特蒙德和拜仁慕尼黑之间进行德国德比，也是继1980年欧洲联盟杯决赛以来的首次。拜仁慕尼黑于决赛中以2比1获胜，时隔12年再度加冕欧洲冠军。德甲也因此成为继西甲、意甲和英超之后，第四个包揽欧冠冠亚军的联赛。
在2010-11赛季初，阿迪达斯在德甲赛场上首次推出了统一的比赛用球，即“进球工厂”；自2018-19赛季起，则改用由德比之星提供的“耀目APS”。

### 拜仁慕尼黑统治期（2013年—2023年）
自2013年以来，拜仁慕尼黑凭借前所未有的统治地位而与德甲所有其它俱乐部拉大差距。从该赛季开始，只有拜仁慕尼黑能够夺得德国足球冠军。期间佩普·瓜迪奥拉于2014年、2015年和2016年连续三届夺冠，成为德甲最成功的外籍主教练。同时，这是德甲历史上首次有俱乐部实现四连冠。从2013年至2020年的八个赛季中，拜仁的总积分比积分榜第二位高出115分（平均每季多14.4分）；它们于2019-20赛季创造了德甲历史上的最佳后半程纪录：以16胜1平和净胜球54:10的表现而未尝败绩。类似的纪录，尽管只有一个净胜球之差，迄今为止也仅发生过一次（2012-13赛季，同样为拜仁创造）。因此，在各类媒体中，德甲时常被描述为单调甚至是无聊的。
然而在欧洲赛事中，德甲的成绩再度下滑。特别是英格兰和西班牙顶级联赛在五年期欧洲足联积分排名榜上都遥遥领先于德甲。德甲球队在欧战赛场上只能沦为配角。2016-17赛季，没有一支德甲球队能够入围欧洲赛事的半决赛阶段，这是自2004-05赛季以来的首次。2016年至2017賽季，由红牛公司出资的RB莱比锡首度参加德甲，由於經營理念不同於多數德甲俱樂部，引起了巨大的爭議，雖然萊比錫所到之處伴隨著的是各隊球迷的抵制，但是他們在德甲全季的表現卻僅次於拜仁。
自2015-16赛季起，德甲历史上首次将鹰眼系统引入门线技术，它会在常规入球发生时自动向裁判发出信号。早在2014年12月4日，当时的德甲俱乐部代表便在DFL召开的成员大会上就新技术进行投票表决。随着15票赞成和3票反对，引入新门线技术获得了必要的三分之二多数票支持。视频助理裁判于2017-18赛季引入，并于2017年8月22日首次使用。
由于受到2019冠状病毒病德国疫情，在2020年4月上旬的DFL成员大会上，颁布了适用于两级联邦联赛的各种创新和调整规则。因此，在2019-20赛季申请破产程序的俱乐部不会被扣9分，而是仅扣3分。同时，作为2020-21赛季参赛牌照审批程序的一部分，对于流动资金的审查已暂时中止；然而，俱乐部的经济表现最快将于2020年9月进行审查，任何出现流动资金缺口的俱乐部都会被限制转会活动作为惩罚。另一方面，在2020至2021赛季，参加两级联邦联赛的年龄限制已从17岁放宽至16岁。此外，还开发了用于实现闭门作赛的理念，以使赛事能够在没有观众的情况下并以尽可能少的人员来运营。在5月16日复赛的过程中，每场每队的换人名额增加至5个，并可在三个时间段内进行替换。此规则在2020-21赛季得到延续。
拜仁與利華古遜之爭（2024年-）
在2023至2024賽季，拜仁慕尼黑雖補入英格蘭中鋒哈里·凯恩與南韓中堅金玟哉，但联赛成绩却时有起伏。与此同时，由前拜仁慕尼黑球员沙比·阿朗素带领的利華古遜强势崛起，赛季开始后便以不败战绩一路领跑积分榜。拜仁在第23輪戰罷已經落後榜首的勒沃库森多達8分。在第27輪“德国国家德比”中主場迎戰多蒙特，最終以0比2敗給對方，落後榜首的利華古遜擴展至13分，賽後主教练湯瑪士·杜曹承認爭標無望，亦恭喜勒沃库森提早封王。至第29轮比赛时，勒沃库森在主场以5:0战胜雲達不來梅，提前5轮锁定冠军。这也是勒沃库森俱乐部119年历史的第一个顶级联赛冠军。与此同时也终结了拜仁慕尼黑长达11年的聯賽統治。

## 球队
自1963年德甲联赛创立以来，共有57支球队参加过这项德国足球的最高级别赛事，其中2023-24赛季的海登海姆是最新加入的成员。在2017-18赛季降级之前，汉堡曾连续55季参加德甲联赛，并因此创造了不间断参赛的球队最长纪录。参赛总次数最多的球队则包括云达不来梅和拜仁慕尼黑（各58次）。
迄今为止，参加德甲联赛的球队主要来自大城市。只有凯泽斯劳滕、诺因基兴、洪堡、翁特哈兴、霍芬海姆和海登海姆的球队所在地人口少于10万人。其中又以翁特哈兴的人口最少，这是慕尼黑县的一个市镇，毗邻慕尼黑，常住人口仅有大约22,000人。而在德国的大城市中，前联邦首都波恩仍然没有任何球队参加过德甲。慕尼黑、汉堡、斯图加特、波鸿、科隆和莱比锡都曾拥有两支德甲球队（翁特哈兴偶尔也会被视为慕尼黑的第三支）。柏林则曾在德甲中拥有柏林赫塔、柏林塔斯马尼亚、柏林普鲁士网球和蓝白柏林、柏林聯盟五支不同的球队，但只有柏林赫塔和柏林普鲁士网球在1974-75赛季及1976-77赛季、柏林赫塔及柏林聯盟在2019至2023年参加过同城德比。
德甲球队在德国全境的地理分布是不均匀的，其大致与人口的分布类似。在2023-24赛季，共有8支球队来自德国南部（巴伐利亚州、巴登-符腾堡州、黑森州）、5支球队来自德国西部的北莱茵-威斯特法伦州，占据了德甲球队总数的三分之二；而北部的不来梅州、下萨克森州以及西南部的莱茵兰-普法尔茨州也各有1支球队；柏林州的1支球队和萨克森州的1支球队则是东部的代表。若以联邦州计，包括石勒苏益格-荷尔斯泰因州、萨尔州和萨克森-安哈尔特州在内的9个州份在本赛季无参赛球队。其中石勒苏益格-荷尔斯泰因州、萨克森-安哈尔特州和图林根州从未产生过德甲球队。

### 2024-25赛季德甲参赛球队
| 球队                 | 参赛赛季（总） | 最近升级 | 升级次数 | 今季名次 |
| -------------------- | -------------- | -------- | -------- | -------- |
| 奥格斯堡             | 12             | 2011     | 1        | 11       |
| 柏林联               | 4              | 2019     | 1        | 15       |
| 波鸿                 | 36             | 2021     | 7        | 16       |
| 雲達不萊梅           | 58             | 2022     | 2        | 9        |
| 达姆施塔特98         | 4              | 2023     | 4        | 18       |
| 普鲁士多特蒙德       | 56             | 1976     | 1        | 5        |
| 和睦法兰克福         | 54             | 2012     | 4        | 6        |
| 弗赖堡               | 23             | 2016     | 5        | 10       |
| 海登海姆             | 0              | 2023     | 1        | 8        |
| 霍芬海姆1899         | 15             | 2008     | 1        | 7        |
| 科隆                 | 51             | 2019     | 6        | 17       |
| RB萊比錫             | 7              | 2016     | 1        | 4        |
| 拜耳勒沃库森         | 44             | 1979     | 1        | 1        |
| 美因茨05             | 17             | 2009     | 2        | 13       |
| 普鲁士门兴格拉德巴赫 | 55             | 2008     | 3        | 14       |
| 拜仁慕尼黑           | 58             | 1965     | 1        | 3        |
| 斯图加特             | 56             | 2020     | 3        | 2        |
| 沃尔夫斯堡           | 26             | 1997     | 1        | 12       |

### 升、降级球队

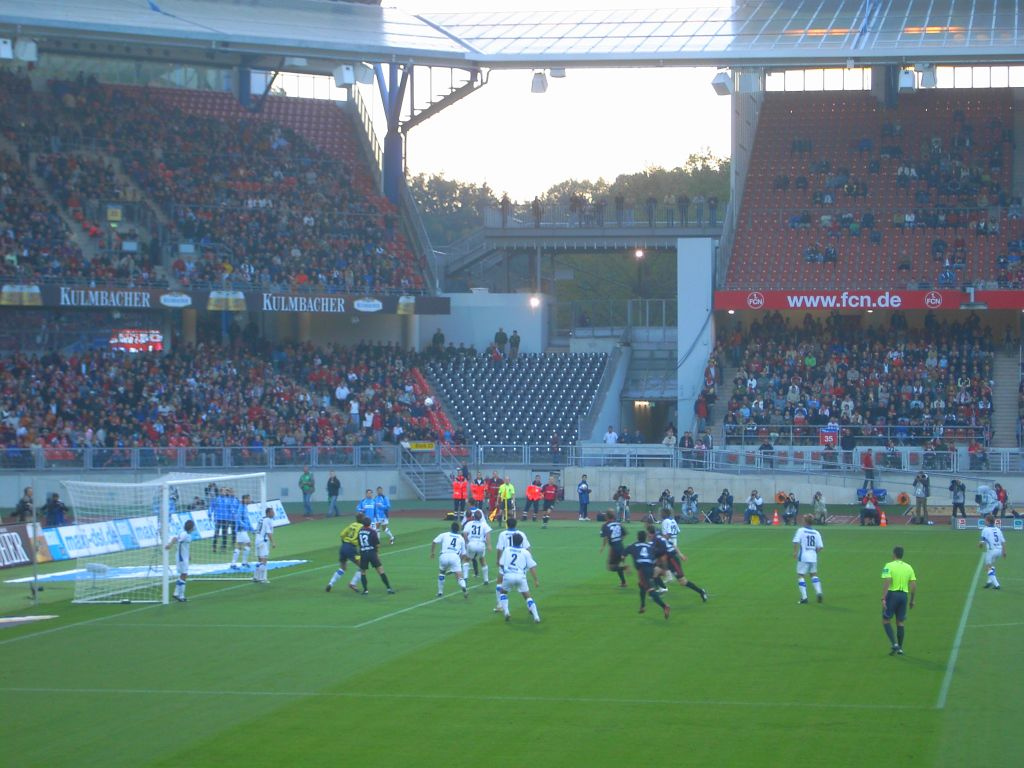
纽伦堡（黑衣）是德甲升、降级次数最多的球队

德甲联赛的降级球队由每赛季排名垫底的球队组成，作为替换，在次级联赛中表现最好的球队得以升入德甲。
在德甲联赛刚成立的头两年只有16支球队参赛，因此首个赛季中仅设2个降级名额。除了萨尔布吕肯外，在当季遭到降级的普鲁士明斯特此后再也没有返回德甲。由于在1963-64赛季只有30场比赛，它们也因此成为德甲总参赛场次最少的球队。而随后所有其它球队即便只在德甲停留一个赛季，也能参加至少34场比赛。
1964-65赛季的德甲联赛除柏林赫塔因被取消参赛资格而不得不降入柏林城市联赛外，没有球队降级。同时，柏林塔斯马尼亚出于政治原因被增补入德甲。即便德甲因此扩军至18支球队，在最初仍然维持2个降级名额。而升级球队直到德乙联赛设立之前，都是由各地区联赛的前两名通过季后赛产生。
在德乙联赛开办后，德甲联赛的升降级名额自1974-75赛季起增加至3个。其中德乙联赛南、北区的冠军可直接升入德甲，第3个升级名额则由两区的亚军通过升级赛产生。随后德乙改为单轨制联赛，其冠, 亚军可直接升入德甲，季军则自1982年起需要同德甲的第16名在中立场地进行一场附加赛，因此升降级名额存在差别。
两德统一后，受到汉莎罗斯托克和德雷斯顿迪纳摩从东德高级联赛加入的影响，德甲联赛在1991-92赛季绝无仅有地扩军至20支球队。同时为了使参赛球队恢复至18支，该赛季设有4个降级名额。此后直至2007-08赛季，德甲联赛的直接升、降级名额都维持在3个。比勒费尔德于2003-04赛季第7次升入德甲，成为升入德甲次数最多的球队。纽伦堡在2009年也追平了这项纪录。
自2008-09赛季起，升降级附加赛继1980年代后再度推出。它由德甲倒数第三名及德乙季军进行主客场制的附加赛，籍以决定双方的参赛级别是维持原状或互换。而此前在比赛出现平局时，将优先计算客场进球数来判断胜负。若此项统计仍然相同，则需要通过加时赛和点球决胜。
历史上共有8支球队可以在刚从第三级联赛（高级联赛或地区联赛）升入德乙后的第二年便再度升入德甲，它们是慕尼黑1860（1992年-1994年）、杜塞尔多夫（1993年-1995年）、比勒费尔德（1994年-1996年）、纽伦堡（1996年-1998年）、乌尔姆（1997年-1999年）、霍芬海姆（2006年-2008年）、达姆施塔特98（2013年-2015年）和帕德博恩07（2017-2019年）。其中乌尔姆在升入德甲后又在三年内迅速跌落至业余联赛。
2006-07赛季亚琛重返德甲联赛，并成为德甲参赛间隔最长的球队。在其于1970年降级后，亚琛花了36年的时间才再度重返顶级赛事。
共有7支球队从未在德甲中降级，分别是拜仁慕尼黑（58）、勒沃库森（44）、沃尔夫斯堡（26）、霍芬海姆（15）、奥格斯堡（12）、RB莱比锡（7）和柏林联（4）。
仅有1支球队曾以升班马身份成功赢得德甲冠军，即凱沙羅頓于1997-98赛季。而作为德甲卫冕冠军却遭到降级的唯一球队则是1968-69赛季的纽伦堡。
| 德甲升级纪录 | 德甲升级纪录       | 德甲升级纪录 | 德甲升级纪录                                         | 德甲升级纪录 |
| ------------ | ------------------ | ------------ | ---------------------------------------------------- | ------------ |
| 球队         | 球队               | 升级次数     | 年份                                                 |              |
| 1            | 纽伦堡             | 8            | 1978, 1980, 1985, 1998, 2001, 2004, 2009, 2018       |              |
|              | 阿米尼亚比勒费尔德 | 8            | 1970, 1978, 1980, 1996, 1999, 2002, 2004, 2020       |              |
| 3            | 波鸿               | 7            | 1971, 1994, 1996, 2000, 2002, 2006, 2021             |              |
| 4            | 汉诺威96           | 6            | 1964, 1975, 1985, 1987, 2002, 2017                   |              |
|              | 柏林赫塔           | 6            | 1968, 1982, 1990, 1997, 2011, 2013                   |              |
|              | 福尔图娜杜塞尔多夫 | 6            | 1966, 1971, 1989, 1997, 2012, 2018                   |              |
|              | 科隆               | 6            | 2000, 2003, 2005, 2008, 2014, 2019                   |              |
| 8            | 杜伊斯堡           | 5            | 1991, 1993, 1996, 2005, 2007                         |              |
|              | 卡尔斯鲁厄         | 5            | 1975, 1980, 1984, 1987, 2007                         |              |
|              | 圣保利             | 5            | 1977, 1988, 1995, 2001, 2010                         |              |
|              | 乌丁根             | 5            | 1975, 1979, 1983, 1992, 1994                         |              |
|              | 弗赖堡             | 5            | 1993, 1998, 2003, 2009, 2016                         |              |
| 德甲降级纪录 |                    |              |                                                      |              |
| 球队         | 球队               | 降级次数     | 年份                                                 |              |
| 1            | 纽伦堡             | 9            | 1969, 1979, 1984, 1994, 1999, 2003, 2008, 2014, 2019 |              |
| 2            | 阿米尼亚比勒费尔德 | 8            | 1972, 1979, 1985, 1998, 2000, 2003, 2009, 2022       |              |
| 3            | 柏林赫塔           | 7            | 1965, 1980, 1983, 1991, 2010, 2012, 2023             |              |
| 4            | 杜伊斯堡           | 6            | 1982, 1992, 1995, 2000, 2006, 2008                   |              |
|              | 波鸿               | 6            | 1993, 1995, 1999, 2001, 2005, 2010                   |              |
|              | 卡尔斯鲁厄         | 6            | 1968, 1977, 1983, 1985, 1998, 2009                   |              |
|              | 科隆               | 6            | 1998, 2002, 2004, 2006, 2012, 2018                   |              |
|              | 汉诺威96           | 6            | 1974, 1976, 1986, 1989, 2016, 2019                   |              |
|              | 福尔图娜杜塞尔多夫 | 6            | 1967, 1987, 1992, 1997, 2013, 2020                   |              |
| 10           | 乌丁根             | 5            | 1976, 1981, 1991, 1993, 1996                         |              |
|              | 圣保利             | 5            | 1978, 1991, 1997, 2002, 2011                         |              |
|              | 沙爾克04           | 5            | 1981, 1983, 1988, 2021, 2023                         |              |

## 歷屆冠軍
在德甲单个赛季结束时位居积分榜首位的球队即为德国足球冠军，并获颁冠军银盘。此外，夺得3次以上德甲冠军的球队可以在队徽上加印1颗冠军星章，夺冠5次以上为2颗、10次以上为3颗、20次以上为4颗以及30次或以上为5颗。同时，卫冕冠军还需要在当季的球衣肩袖中印上金色的德甲联赛标志。
在過往62個賽季的德甲聯賽中共有13支不同的球隊奪得過冠軍。截至2024–25賽季，拜仁慕尼黑以33次（一次11連霸）奪魁海放群雄，並在歷史積分榜領先第2名多特蒙德將近1000積分；跟隨其後的是各有5次奪冠紀錄的多特蒙德和門興格拉德巴赫，以及4奪冠軍的雲達不來梅。
| 球队       | 夺冠次数 | 奪冠年份 | 冠军星章 |
| ---------- | -------- | --- | -------- |
| 拜仁慕尼黑 | 33       | 1969, 1972, 1973, 1974, 1980, 1981, 1985, 1986, 1987, 1989, 1990, 1994, 1997, 1999, 2000, 2001, 2003, 2005, 2006, 2008, 2010, 2013, 2014, 2015, 2016, 2017, 2018, 2019, 2020, 2021, 2022, 2023, 2025 | 5        |
| 多蒙特     | 5        | 1995, 1996, 2002, 2011, 2012 | 2        |
| 慕遜加柏   | 5        | 1970, 1971, 1975, 1976, 1977 | 2        |
| 雲達不萊梅 | 4        | 1965, 1988, 1993, 2004 | 1        |
| 漢堡       | 3        | 1979, 1982, 1983 | 1        |
| 史特加     | 3        | 1984, 1992, 2007 | 1        |
| 凱沙羅頓   | 2        | 1991, 1998 | –        |
| 科隆       | 2        | 1964, 1978 | –        |
| 布伦瑞克   | 1        | 1967 | –        |
| 慕尼黑1860 | 1        | 1966 | –        |
| 纽伦堡     | 1        | 1968 | –        |
| 沃尔夫斯堡 | 1        | 2009 | –        |
| 利華古遜   | 1        | 2024 | –        |

## 德甲环境

### 财政总览
在2019-20赛季，德甲联赛的运营总收入为38亿欧元，较上一赛季减少了5.41%。其收入分布大致有以下几类：
| 范畴     | 19-20赛季数额 （单位：千€） | 19-20赛季比重 | 18-19赛季数额 （单位：千€） | 18-19赛季比重 | 17-18赛季数额 （单位：千€） | 17-18赛季比重 |
| -------- | --------------------------- | ------------- | --------------------------- | ------------- | --------------------------- | ------------- |
| 比赛     | 0363,538                    | 9.56 %        | 0520,090                    | 12.94 %       | 0538,430                    | 14.12 %       |
| 广告     | 0888,835                    | 23.38 %       | 0845,443                    | 21.03 %       | 0871,666                    | 22.86 %       |
| 媒体开发 | 1,489,186                   | 39.17 %       | 1,483,048                   | 36.90 %       | 1,247,892                   | 32.72 %       |
| 转会     | 0594,323                    | 15.63 %       | 0675,104                    | 16.80 %       | 0645,502                    | 16.93 %       |
| 商品销售 | 0184,435                    | 04.85 %       | 0175,993                    | 04.38 %       | 0183,376                    | 04.81 %       |
| 其它     | 0281,769                    | 07.41 %       | 0319,932                    | 07.96 %       | 0326,619                    | 08.56 %       |
| 总计     | 3,802,087                   | 100.0 %       | 4,019,611                   | 100.0 %       | 3,813,486                   | 100.0 %       |

同一赛季的运营支出则达到39.58亿欧元，主要反映在以下几个方面：
| 范畴                 | 19-20赛季数额 （单位：千€） | 19-20赛季比重 | 18-19赛季数额 （单位：千€） | 18-19赛季比重 | 17-18赛季数额 （单位：千€） | 17-18赛季比重 |
| -------------------- | --------------------------- | ------------- | --------------------------- | ------------- | --------------------------- | ------------- |
| 赛事运营人员         | 1,446,791                   | 36.56 %       | 1,431,633                   | 36.79 %       | 1,317,801                   | 35.50 %       |
| 人员管理             | 0257,892                    | 06.52 %       | 0269,147                    | 06.92 %       | 0260,278                    | 07.01 %       |
| 转会                 | 0910,025                    | 22.99 %       | 0842,447                    | 21.65 %       | 0839,018                    | 22.60 %       |
| 赛事运营             | 0418,601                    | 10.58 %       | 0428,571                    | 11.01 %       | 0420,323                    | 11.32 %       |
| 青训/预备队/功能中心 | 0154,030                    | 03.89 %       | 0144,147                    | 03.70 %       | 0140,838                    | 03.79 %       |
| 其它                 | 0770,326                    | 19.46 %       | 0775,814                    | 19.93 %       | 0733,540                    | 19.76 %       |
| 总计                 | 3,957,665                   | 100.0 %       | 3,891,759                   | 100.0 %       | 3,711,797                   | 100.0 %       |

在2019-20赛季的全部18家德甲俱乐部中，有8家实现盈利，较上季减少6家。

### 体育场及观众

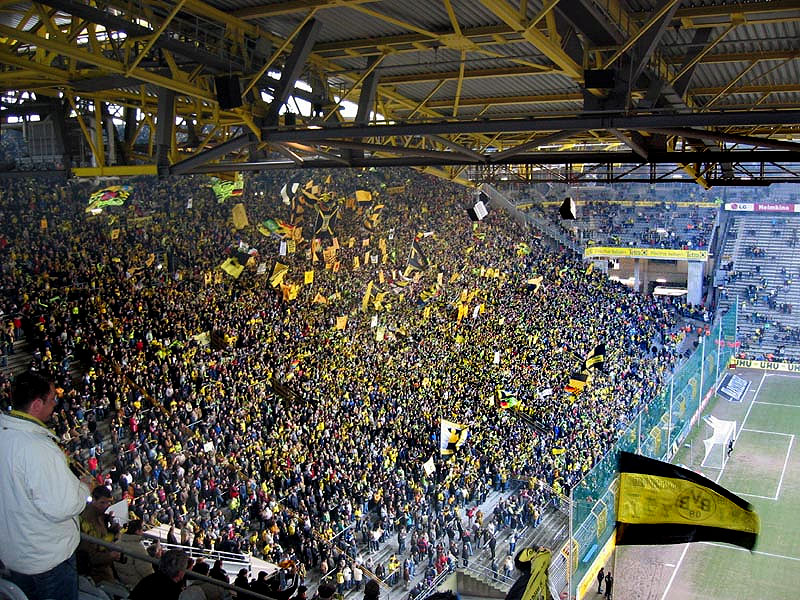
正在西格納伊度納公園进行的德甲比赛

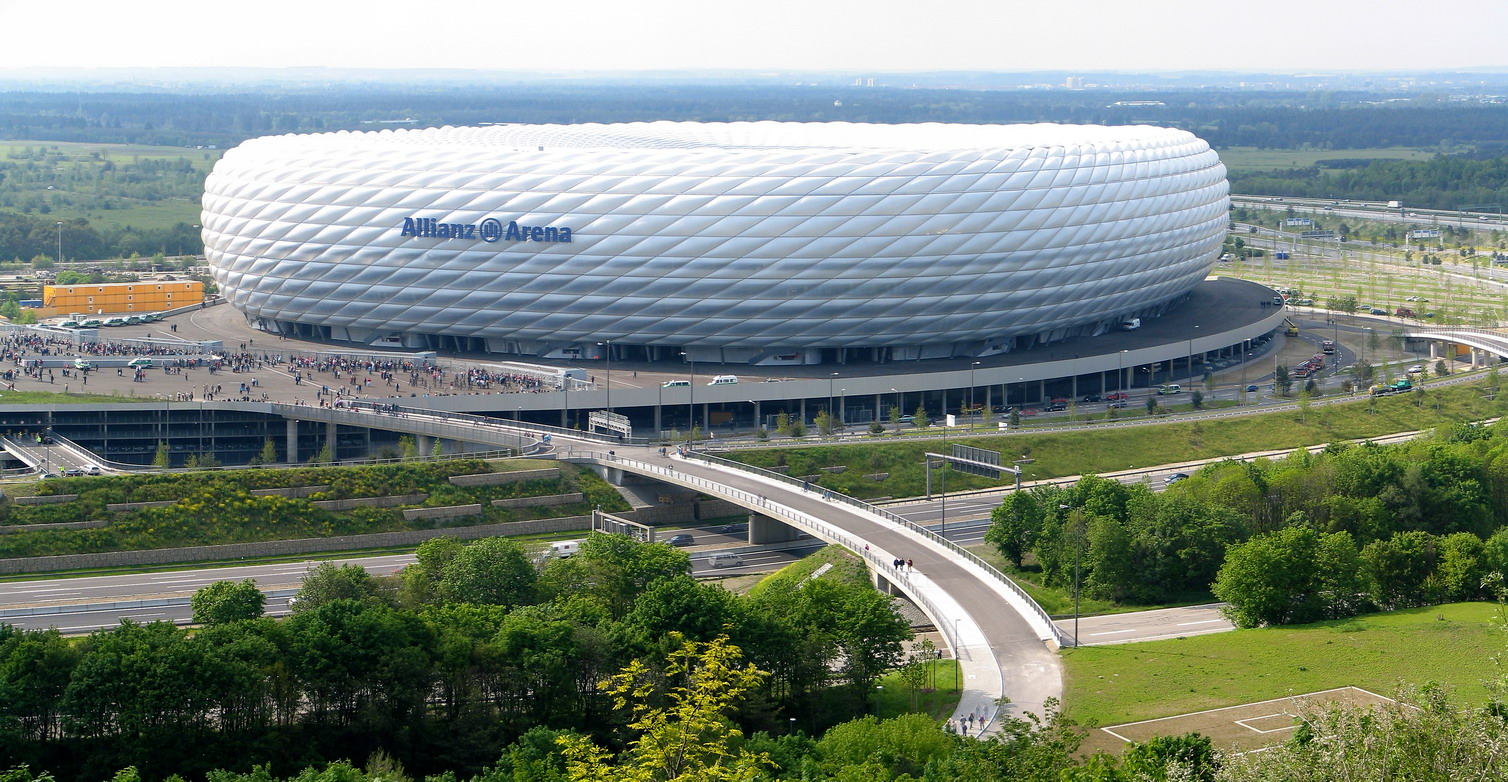
安联球场外观

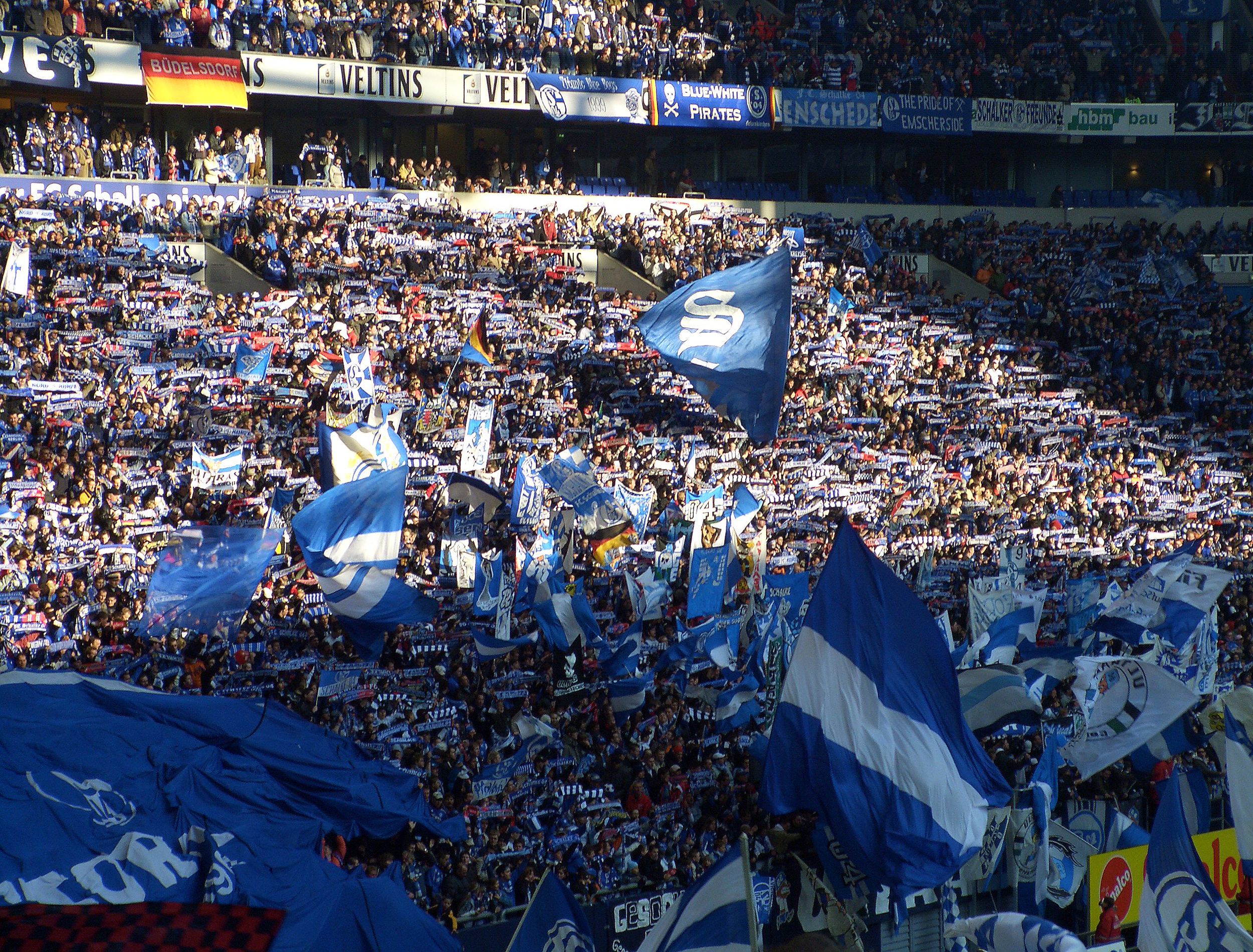
费尔廷斯竞技场的球迷

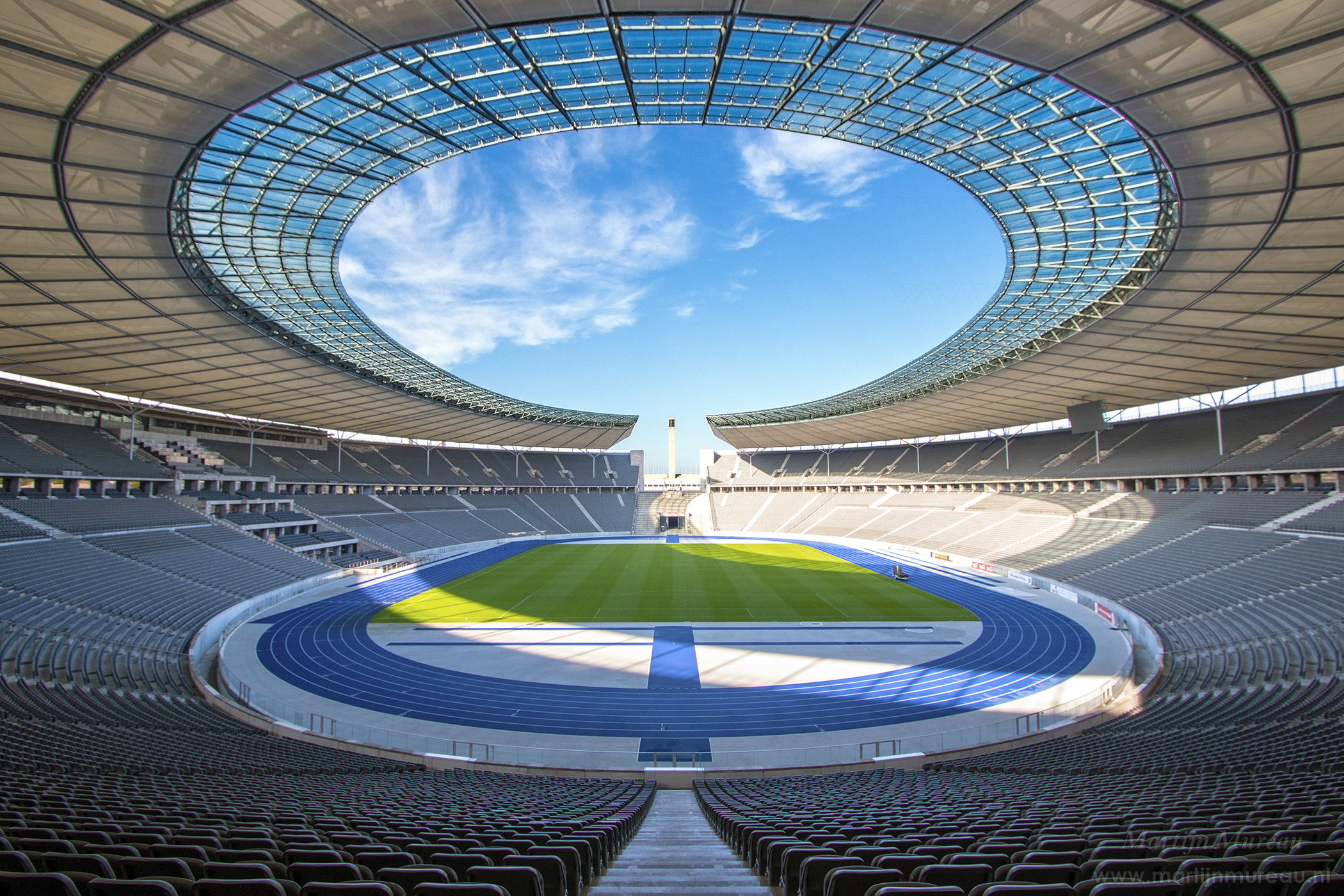
柏林奥林匹克体育场

德甲联赛拥有全球最大及最具现代化的比赛场地之一。其体育场素質之高可以从歐洲足協足球場分類中得到体现，德国的5座体育场拥有原五星级球场称号，并因此具备主办欧洲冠军联赛决赛及欧洲足球锦标赛决赛的资格。为配合德国承办2006年世界杯的筹备工作，大多数体育场自2000年便开始进行了广泛的现代化改建或扩建，但建设热潮在世界杯后停止。为了保持竞争力，一些所在城市规模较小的球队例如緬恩斯、比勒費尔德和亞琛等也新建或改建了它们的球场。此外为了筹措建设及维护资金，现在各球队的标准惯例是将体育场的冠名权售予赞助商。最近几年里，许多体育场相继失去了它们的传统名称，包括已沿用几十年的老名称，这遭到了球迷的强烈批评。
德甲联赛中规模最大的体育场是位于多特蒙德的西格納伊度納公園，可容纳81,365名观众。其次是可容纳75,000人的慕尼黑安联球场，可容纳74,475人的柏林奥林匹克体育场和可容纳61,973人的盖尔森基兴费尔廷斯竞技场。
虽然德国的体育场没有义务提供座席，但近几年大型体育场的站席数量正不断减少。同时由于经济原因，越来越多的德甲体育场开始设立贵宾包厢。德甲的比赛门票价格与意大利甲级联赛和英格兰超级联赛相比要低得多，但门票价格的上涨速度却高于德国的平均物价水準。
| 排名 | 名称                | 球队                 | 城市           | 容量   | 场均观众（2022-23） | 上座率 （%） |
| ---- | ------------------- | -------------------- | -------------- | ------ | ------------------- | ------------ |
| 1    | 西格納伊度納公園    | 普鲁士多特蒙德       | 多特蒙德       | 81,365 | 81,228              | 99.8         |
| 2    | 安联竞技场          | 拜仁慕尼黑           | 慕尼黑         | 75,000 | 75,001              | 100          |
| 3    | 奥林匹克体育场      | 柏林赫塔             | 柏林           | 74,475 | 53,652              | 72           |
| 4    | 费尔廷斯竞技场      | 沙尔克04             | 盖尔森基兴     | 62,271 | 61,154              | 98.2         |
| 5    | 梅赛德斯-奔驰竞技场 | 斯图加特             | 斯图加特       | 60,449 | 46,471              | 76.9         |
| 6    | 普鲁士公园          | 普鲁士门兴格拉德巴赫 | 门兴格拉德巴赫 | 54,022 | 52,376              | 97           |
| 7    | 德意志银行公园      | 和睦法兰克福         | 法兰克福       | 51,500 | 50,041              | 97.2         |
| 8    | 莱茵能源体育场      | 科隆                 | 科隆           | 50,000 | 49,618              | 99.2         |
| 9    | 红牛竞技场          | RB莱比锡             | 莱比锡         | 47,069 | 45,559              | 96.8         |
| 10   | 住房投资威悉体育场  | 雲達不萊梅           | 不来梅         | 42,100 | 41,620              | 98.9         |
| 11   | 欧洲公园体育场      | 弗赖堡               | 弗赖堡         | 34,700 | 33,912              | 97.7         |
| 12   | 美瓦竞技场          | 美因茨05             | 美因茨         | 33,305 | 29,352              | 88.1         |
| 13   | WWK竞技场           | 奥格斯堡             | 奥格斯堡       | 30,660 | 27,956              | 91.2         |
| 14   | 拜耳竞技场          | 拜耳勒沃库森         | 勒沃库森       | 30,210 | 28,609              | 94.7         |
| 15   | 普瑞泽柔竞技场      | 霍芬海姆1899         | 辛斯海姆       | 30,150 | 24,634              | 81.7         |
| 16   | 大众汽车竞技场      | 沃尔夫斯堡           | 沃尔夫斯堡     | 30,000 | 25,035              | 83.5         |
| 17   | 福诺菲亚鲁尔体育场  | 波鸿                 | 波鸿           | 26,000 | 25,353              | 97.5         |
| 18   | 老林务所畔体育场    | 柏林联盟             | 柏林           | 22,012 | 21,822              | 99.1         |

大型的现代化体育场推动了近年来的观众热潮。平均上座率在1980年代下跌至场均不足20,000人后，已开始实现稳步增长。2003-04赛季，德甲的观众总人数首次超过1000万人次，场均观众为37,395人。2011-12赛季的场均观众达到45,116人，成为第十个上座率在90%以上的赛季，同时多特蒙德凭借场均80,521人的数字成为当季全球平均上座率最高的足球赛事主场。因此，德甲也是迄今为止上座率最高的足球联赛，在全球各地所有的体育联盟中排名第二，仅次于美国全国橄榄球联盟（NFL）。虽然在其它一些顶级足球联赛中还提供赠票或会员票，但其观众人数均远低于德甲。
1969年9月26日，在柏林赫塔主场以1:0战胜科隆的比赛中共吸引了88,075名观众入场观战，录得德甲有史以来以来的单场最高观众人数。单场最低观众人数则创造于1965-66赛季，1966年1月15日，在柏林塔斯马尼亚主场对阵门兴格拉德巴赫的比赛中只有827名观众来到现场。

### 媒体报道及电视转播

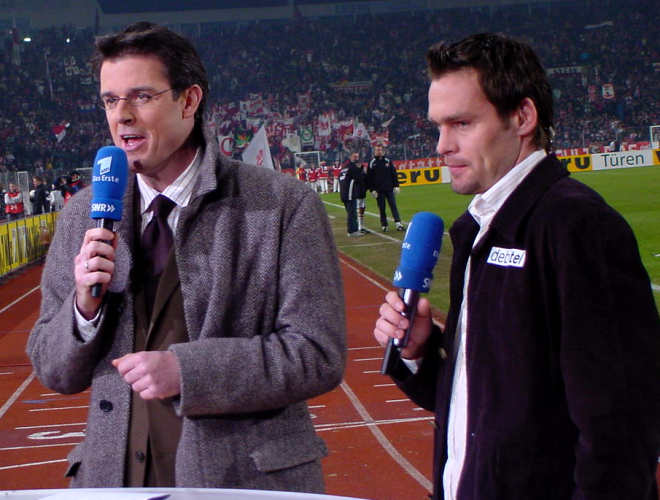
正对德甲进行报道的德国电视一台

德国大多数的主流日报及体育报刊都会报道德甲，此外它在体育杂志如每周两期的《踢球者》和每周一期的《体育图片报》均有广泛的覆盖面。两者都会在每个德甲赛季开始前发行一份特刊，对来季的参赛球队及球员作详细介绍。自2005年起，每月一期的足球杂志《11人》创刊，也主要报道德甲。
德甲联赛在1963年成立时仍没有电视媒体对比赛进行现场直播，电台广播是当时除了到现场观战外唯一能接触赛事的途径。每个周六比赛日的下午，德國公共廣播聯盟会通过电台节目对德甲进行报道及现场广播。首先它会连线至比赛场地进行实时播报，到16：55分，即终场哨响前20分钟则开始进行赛后访谈栏目。通过将全部麦克风进行互连并保持打开状态，它可以立即切换至每一座球场的每一次个进球、点球或其它判罚。其每周的听众最高可达120万人次。自2008年8月起，德国拥有了第一个专属的足球电台90elf，并通过互联网对所有德甲比赛进行实时数据传输。
早在1961年，德國公共廣播聯盟辖下的德国电视一台便开始通过设立“体育纵览（Sportschau）”节目对周末的足球赛事进行报道。德国电视二台在德甲于1963年成立后也开办了“实时体育播报室（das aktuelle sportstudio）”节目。体育纵览最初仅在周日晚间播出，并提供周六比赛的画面。直至1965年4月才增设了该档节目的周六版。1988年以前，体育纵览会在比赛结束后不久播出3场比赛的报道，而全部比赛的报道及嘉宾访谈则仅在周六夜晚的实时体育播报室中播出。从1988年至1992年，RTL电视台通过设立“德甲开场哨（Anpfiff）”节目获得德甲报道的首播权。从1992年至2001年的报道首播权则被德国卫星一台的体育节目获得。德国卫星一台斥巨资打造了高水准的技术及信息设备，因此在现场直播中首次设置了18台摄影机。它们也曾有另一个注册商标被称为“德甲数据库（Bundesliga-Datenbank）”。
2003年起，德甲报道首播权重回免费电视，由体育纵览节目获得。目前，比赛报道权由德國公共廣播聯盟及德国电视二台共享。体育纵览会首先播出周六下午的比赛，周六夜间的比赛由德国电视二台通过实时体育播报室播出。而周日的比赛则通过第三档节目进行摘要报道。此外，德国体育一台也会每天播出有关德甲的专栏节目“实时德甲（Bundesliga aktuell）”，并邀请原德甲教练或球员在谈话节目中对当前的赛事进行讨论。
1991年3月2日，普莱米尔电视台对法兰克福对阵凯泽斯劳滕的比赛转播开创了报道德甲联赛的新时代，这是付费电视首次开始对德甲每轮的焦点赛赛进行现场直播。经过一段时间只能从每个比赛日的3场焦点赛事中选择其中1场进行直播后，普莱米尔自2000年起对德甲每赛季的全部306场比赛均提供现场直播。2006-07赛季的德甲比赛转播权被另一家付费频道阿雷纳电视台获得，但仅维持了1个赛季便由普莱米尔重新接管，阿雷纳由于财务亏损的原因而仅保留次级转播权。普莱米尔在2009年更名为天空德国电视台，将转播德甲直至2016-17赛季。

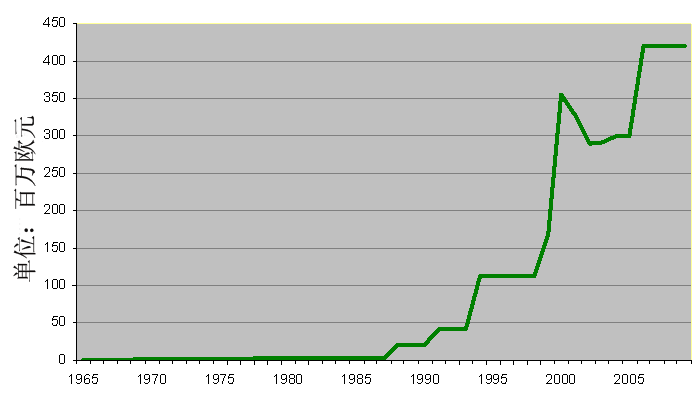
德甲电视转播价格的发展趋势

时至今日，电视已成为转播报道德甲的主要媒体，同时也是德甲球队主要的收入来源之一。德國公共廣播聯盟和德国电视二台在1965年至1980年代初期间向德国足协支付的费用仍仅为每年647,000德国马克，但在随后的时间里，由于私营电视台的竞争，联赛转播权的价格急剧攀升。在公共转播机构于1987-88赛季为德甲转播权支付了1,800万德国马克后，私营电视频道RTL在紧接的赛季中为购得赛事首播权共花费了4,000万德国马克。至1992年，德国卫星一台购买的首播权费用达到1.4亿德国马克。基尔希集团则在1996-97赛季为成为德甲的独家转播商而向德国卫星一台、德国体育一台和普莱米尔电视台支付了约3.3亿德国马克。
通过向付费电视出售转播权和向免费电视出售摘要报道权，德国足球职业联盟至2005-06赛季每年可以获得3亿欧元。这一款项随即再次得到大幅提升，自当季起，德國公共廣播聯盟、德国体育一台和阿雷纳电视台需要向德国足球职业联盟每年支付4.2亿欧元。此外，奥地利的免费电视频道ATV也购买了全部德甲比赛的转播权，然而其在2009年10月合同届满后不再续约。
德国足球职业联盟所获得的电视转播收入将基于表现分发至德甲和德乙球队，并以4年期的球队评分作为分发的基础。因此，夺取德国足球冠军的球队将可分得至多2,330万欧元或至少1,170万欧元的收入。此外，德甲球队还分别从海外营销的所得中受益，德国冠军可于此再次分得400万欧元，排名最末的球队平均则可分得51.8万欧元。2012/2013年赛季，德国职业联赛转播收入6亿2800万欧元，拜仁慕尼黑的转播收入为3320万欧元；而上赛季垫底降级的菲尔特球队也能得到1660万欧元的转播收入。
在国际对比中，德甲的海外营销落后于西甲、意甲等欧洲国家的联赛，尤其显著落后于英超。英超通过将电视转播权出售至总共208个国家和地区的81家海外媒体机构，至2010年每年可进账约合9.52亿欧元，即便是排名最末的球队也可分得约4,500万欧元。然而，德甲正试图在未来的几年内将海外市场的差距缩小，至少部分赶上。现时这项德国最高级别的足球赛事也已被超过200个国家和地区进行转播。例如2009年，德甲在周五或者周六日的比赛会在美国进行现场直播，在亚洲的日本、香港和马来西亚目前至少每轮转播两场比赛，在中国大陆的直播场次甚至达到每轮5场。而在2013年11月25日，由多特蒙德主场对阵拜仁慕尼黑的一场焦点比赛共吸引了全球207个国家和地区进行现场直播，这也打破了德甲历史的转播纪录。

### 赞助商
除了电视转播收入、门票收入和商品销售收入外，德甲球队的其它收入主要通过企业赞助。利用联赛及相关报道作宣传用途的设想最初由企业家金特·马斯特提出。在1972-73赛季中后期，他向当时的德甲球队布伦瑞克提供了50万德国马克，以换取该队球员连续5年穿着印有野格力娇酒鹿标的球衣作赛。马斯特同时希望将球队名称改为企业用名，但被德国足协根据章程否决。与此相反的是球队在将原队徽中的狮标改为企业的鹿标时，德国足协却放弃了追究权利。1973年3月24日，由布伦瑞克主场对阵沙尔克04的比赛成为球衣广告的德甲首秀。1973年底，德国足协最终确定将球衣广告自由化，布伦瑞克自此可以将野格力娇酒的队徽置于球衣胸前。随后不久，汉堡、法兰克福、杜伊斯堡及杜塞尔多夫也分别与金巴利、雷明顿、布莱恩斯科特（Brian Scott）和阿尔考夫（Allkauf）签订了赞助合同。
时至今日，球衣广告已成为德甲球队重要的收入来源之一。因此沙尔克04获得来自俄罗斯天然气工业股份公司提供的为期五年半的赞助合同，总金额高达1.25亿欧元。赞助收入的高低取决于球队的吸引力及成就，而日益增长的财务水準也成为影响各球队竞技成绩的因素。至2017-18赛季，球队首次与赞助商签订独立的袖标协议——在此之前，袖章广告是由德国足球职业联盟统一销售。所有俱乐部的袖口上都贴上了赫耳墨斯欧洲的标志，赫尔墨斯为此支付了800万欧元。德甲和德乙的36家职业俱乐部由此获得了从50000至400000欧元不等的分成。
以下为2021-22赛季各德甲球队的主赞助商列表：
| 排名 | 俱乐部               | 赞助商（行业）               | 年赞助金额（百万欧元） | 赞助期限   |
| ---- | -------------------- | ---------------------------- | ---------------------- | ---------- |
| 1    | 沃尔夫斯堡           | 大众汽车（汽车）             | 70.0                   | 无固定期限 |
| 2    | 拜仁慕尼黑           | 德国电信（通信）             | 45.0                   | 2023       |
| 3    | 普鲁士多特蒙德       | 1&1（通信） 赢创工业（化工） | 35.0                   | 2025       |
| 3    | RB莱比锡             | 红牛（饮料）                 | 35.0                   | 2023       |
| 5    | 斯图加特             | 梅赛德斯-奔驰银行（银行）    | 10.0                   | 2023       |
| 6    | 普鲁士门兴格拉德巴赫 | 弗拉泰斯（金融科技）         | 09.0                   | 2023       |
| 7    | 柏林赫塔             | 汽车英雄（二手车行）         | 08.0                   | 2023       |
| 8    | 科隆                 | 雷弗超市（零售）             | 07.5                   | 2022       |
| 9    | 和睦法兰克福         | Indeed（线上求职）           | 07.0                   | 2023       |
| 10   | 拜耳勒沃库森         | 巴门尼亚（保险）             | 06.0                   | 2024       |
| 11   | 霍芬海姆1899         | SAP公司（软件）              | 05.5                   | 2025       |
| 12   | 奥格斯堡             | WWK（保险）                  | 04.2                   | 2030       |
| 13   | 美因茨05             | 柯梅令（门窗系统）           | 04.0                   | 2023       |
| 14   | 弗赖堡               | 黑森林牛奶（牛奶）           | 03.0                   | 2022       |
| 15   | 柏林联盟             | 环城公司（地产）             | 02.5                   | 2021       |
| 15   | 阿米尼亚比勒费尔德   | 旭格（建材）                 | 02.5                   | 2023       |
| 15   | 波鸿                 | 福诺菲亚（地产）             | 02.5                   | 2023       |
|      | 格罗伊特菲尔特       | 霍夫曼人力（人力资源）       | 不详                   | 不详       |

### 球队预算
由于球队的收入大幅增长，尤其是在1990年代出售电视转播权后，随着时间的推移，作为教练及球员转会费及其所涉及的薪酬金额每年的上涨幅度多达数百万欧元。拜仁慕尼黑在2019年为购入法国后卫球员盧卡斯·埃爾南德斯共向马德里竞技支付了8,000万欧元的违约金，创造了德甲联赛球员转会身价的最高纪录。德甲本土球员的转会身价最高纪录也由拜仁慕尼黑所创造，国家队中场马里奥·格策在2013年由多特蒙德加盟时的合同解约条款金额亦高达3,700万欧元。
大手笔投入也导致了巨额债务的增长。德甲参赛球队在1984年的负债额约合2700万欧元，但10年后这一数字已达到2.4亿欧元，同时德甲联赛的总债务也超过了5亿欧元。多特蒙德作为首家上市的德甲球队，其负债金额有时甚至会超过1.18亿欧元。
德甲球队的预算在多年以来始终维持增长，直至垄断德甲电视转播权的基尔希集团在2002年春季破产后，才成为随后一段时期缩减预算的转折点。为了弥补高额赤字以及电视转播分红的大幅度下降，几乎全部18支德甲球队都被迫进行裁员和减薪，并允许大部分球员自由转会。而尽管破产案导致电视转播分红暴跌，也没有造成德甲球队因无力偿债而破产，这是因为各球队的收入来源在此时已有相当广泛的分布。虽然在过去的几十年中将近100%的收入都来源于入场费，但时至今日球队所创造的收入中有37%来自电视转播费、24%来自广告销售、16%来自门票及商品销售以及7%来自转会。
此外，由于德甲奉行“50+1”政策，即德甲球队的股份被分成两部分，较多的部分（50%）由球队自身持有，另一小部分（1%）则由球队的付费会员所持有，任何的外来资本都不可能完全获得俱乐部的控股权，只有在1999年1月1日前运作球队超过20年以上的投资者可以豁免。因此德甲球队不会在预算中采取任何的冒进策略，也不会因为私人投资的撤出而迅速破产，每一个决定都必须得到各方面的认同，尤其是在俱乐部的长期发展策略上。反过来这也意味着海外资金大多不会涉足德甲，无法出现类似曼城、巴黎圣日耳曼这样一夜暴富的球队。
在2011-12赛季，德甲18支球队的总预算支出超过6亿欧元，其中仅拜仁慕尼黑便达到了1亿欧元。但在一些新闻机构所列出的预算结构表中有个别情况遭到否认，主要是由于部分球队开支被纳入职业球员预算。
在国际对比中，德甲球队在2004-05赛季中仅有拜仁慕尼黑及沙尔克04入围欧洲收入最高球队20强。但与往年相比，德甲的球队在国际收入额排名中有所提高。除了上述两队外，多特蒙德、勒沃库森、汉堡、不来梅和斯图加特等球队凭借新的电视转播合同、日益增长的观众人数、以及现代化体育场馆所带来的新商机，均有望在未来跻身欧洲20强。在德勤会计师事务所于2017年公布的2015-16赛季足球俱乐部财富排名榜中，德甲共有4队入围30强，其中拜仁慕尼黑以5.92亿欧元的收入名列第四，落后于曼联（6.89亿）、巴塞罗那（6.202亿）和皇家马德里（6.201亿）。而在联赛总收入的对比中，德甲联赛在2014-15赛季以23.92亿欧元的成绩排名欧洲第2，尽管领先于西甲（20.53亿）、意甲（17.92亿）和法甲（14.18亿），但较之排名首位的英超（44亿）仍有显著差距。。

### 就业情况
职业足球的全职岗位并不仅局限于球员、教练和经理。在2011-12赛季，共有27,968人直接或间接受雇于德甲各球队。其中3,765人由球队直接聘用，2,317人由球队的附属公司聘用。另外18,157人则通过相关产业间接聘用，主要在德甲赛场上用作于安保、餐饮设施和医疗等服务。
在这一人员层面中的传统职业还包括文员、球迷商店售货员和照顾球场草皮的园丁。现代化的训练方式也导致了营养师和理疗师等工作岗位的出现。由于日益增长的服务需求，在各球队的旅行社、儿童护理、陈列室管理和吉祥物扮演中将创造更多的就业岗位。2007年，德国职业足球的最大直接雇主为拜仁慕尼黑，共有250名直雇员工在其营业场所工作；而人数最少的杜伊斯堡和科特布斯仅有16名直雇员工。
| 就业类别     | 就业人数 |
| 球队直雇     |          |
| ------------ | -------- |
| 全职人员     | 2,742    |
| 实习生       | 65       |
| 兼职员工     | 651      |
| 临时工       | 3,765    |
| 附属公司直雇 |          |
| 全职人员     | 544      |
| 实习生       | 29       |
| 兼职员工     | 187      |
| 临时工       | 2,317    |
| 间接雇用     |          |
| 安保服务     | 6,799    |
| 餐饮服务     | 7,230    |
| 医疗服务     | 1,158    |
| 其它服务     | 2,960    |
| 总计         | 27,968   |

### 德甲外援

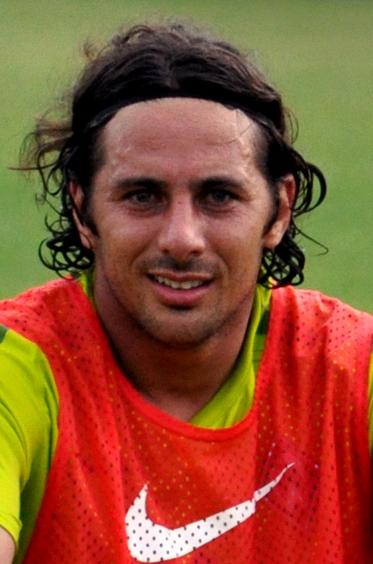
克劳迪奥·皮萨罗是德甲历史上最为成功的外援之一

参加德甲联赛的前4位外籍球员分别为效力于迈德里希的荷兰人海因茨·费斯特格、凯泽斯劳滕的雅库布斯·普林斯、慕尼黑1860的南斯拉夫人佩塔·拉登科维奇和法兰克福的奥地利人威廉·胡贝尔茨。他们均在德甲成立之初的首轮比赛中出场。当时外籍球员所占的人数比例仅为2.27%，时至今日这一比例已通常维持在50%以上。科特布斯在2001年4月6日的比赛中成为德甲第一支首发队员均为外籍球员的球队。
形成这种发展趋势的原因一方面是由于东欧集团在1990年代初瓦解，另一方面则是由于欧洲经济一体化的进程。根据博斯曼法案的判决结果，欧洲各国足协被迫解除对于来自其它欧盟成员国球员的参赛限制。德甲联赛在最初允许的外籍球员使用名额为2人，随后增加至3人，自1995年12月起又开始不再限制欧洲足联范围内的球员数量，并自2001年以来允许每队的非欧盟球员数量达到5人，而由德国培养的外籍球员则不受此限。至2006-07赛季，最后一项有利于本土球员成长的外籍球员规定也被废除，因此非欧盟球员可以在比赛中使用而不受任何人数限制。作为回报，每支德甲球队必须保有至少12名德国球员，并要求其中的至少8人必须出自德国球队的青训系统。
在德甲最初的几年里，鲜有外籍球员能在最佳射手的争夺中名列前茅，其最好的成绩是奥地利人威廉·胡贝尔茨在1963-64赛季中排名第4。这种情况在1989-90赛季被改变，挪威人约恩·安德森赢得了外籍球员的首个德甲最佳射手称号。在2001-02赛季，巴西人包揽了射手榜的前4位，而前10位中仅有4人来自德国。至2003-04赛季，德国球员甚至只有马丁·马克斯1人入围前10。从2000-01赛季至2004-05赛季，每年的射手榜首位均由外籍球员占据。现役外籍球员中入球最多的是克劳迪奥·皮萨罗，他以166个总入球同时也成为德甲历史上入球最多的外籍球员。
自2012年9月25日起，克劳迪奥·皮萨罗还凭借分别代表拜仁慕尼黑（178场）和云达不来梅（159场）参加的总共337次德甲比赛，成为德甲历史上出场次数最多的外籍球员。原记录由由泽·罗伯托及莱万·科比亚什维利共同保持，他们在此前各自效力的3支德甲球队中的出场总数均为336次。
艾尔顿在2003-04赛季成为获得德国足球先生的首个外籍球员。效力于门兴格拉德巴赫的丹麦人阿兰·西蒙森则在1977年成为首获欧洲足球先生的外籍球员。在1978年和1979年，这个奖项再度被来自汉堡的英格兰球员凯文·基冈蝉联。
除了外籍球员，德甲在成立伊始便也有外籍教练执教。奥地利人马克斯·默克尔于1966年率领慕尼黑1860赢得了外籍教练的首个德甲冠军，1968年他又在纽伦堡复制了这一成就。一年后，由南斯拉夫人布兰科·泽贝茨执教的拜仁慕尼黑也夺得了球队的首个德甲冠军头衔，前者在1979年再度率领汉堡夺冠。而匈牙利人帕尔·切塞纳伊（1979-80赛季和1980-81赛季）和奥地利人恩斯特·哈佩尔（1981-82赛季和1982-83赛季）则成为可率队获得两连冠的外籍教练，因此奥地利人是德甲迄今最为成功的外籍教练。在国际足坛广负盛名的意大利教练吉奥瓦尼·特拉帕托尼仅是在1997年的德甲联赛中率领拜仁慕尼黑夺冠。作为其继任者之一，路易斯·范加尔赢得了荷兰教练在德甲的首个冠军头衔，并在2010年成为第一个当选德国足球年度最佳教练的外籍教练。2010-11赛季，沃尔夫斯堡将前英格兰国家队主帅史提夫·麥卡倫招致麾下，成为德甲首支聘用英格兰主教练的球队。但因带队成績差劣，后者於2011年2月7日遭到解职。
通过德国足协与瑞士足协的合作，在1981年至1990年期间共有33场德甲比赛由瑞士裁判执法。而在此之前德甲赛场上从未出现过任何外籍裁判。

## 纪录

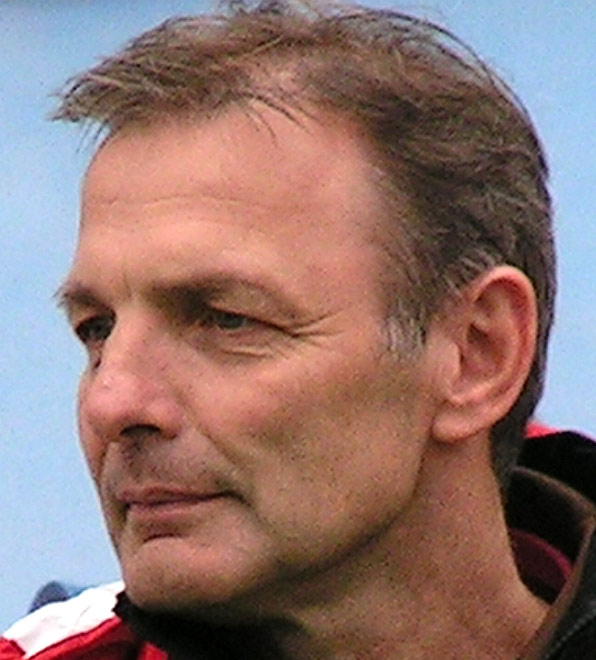
卡尔-海因茨·科贝尔

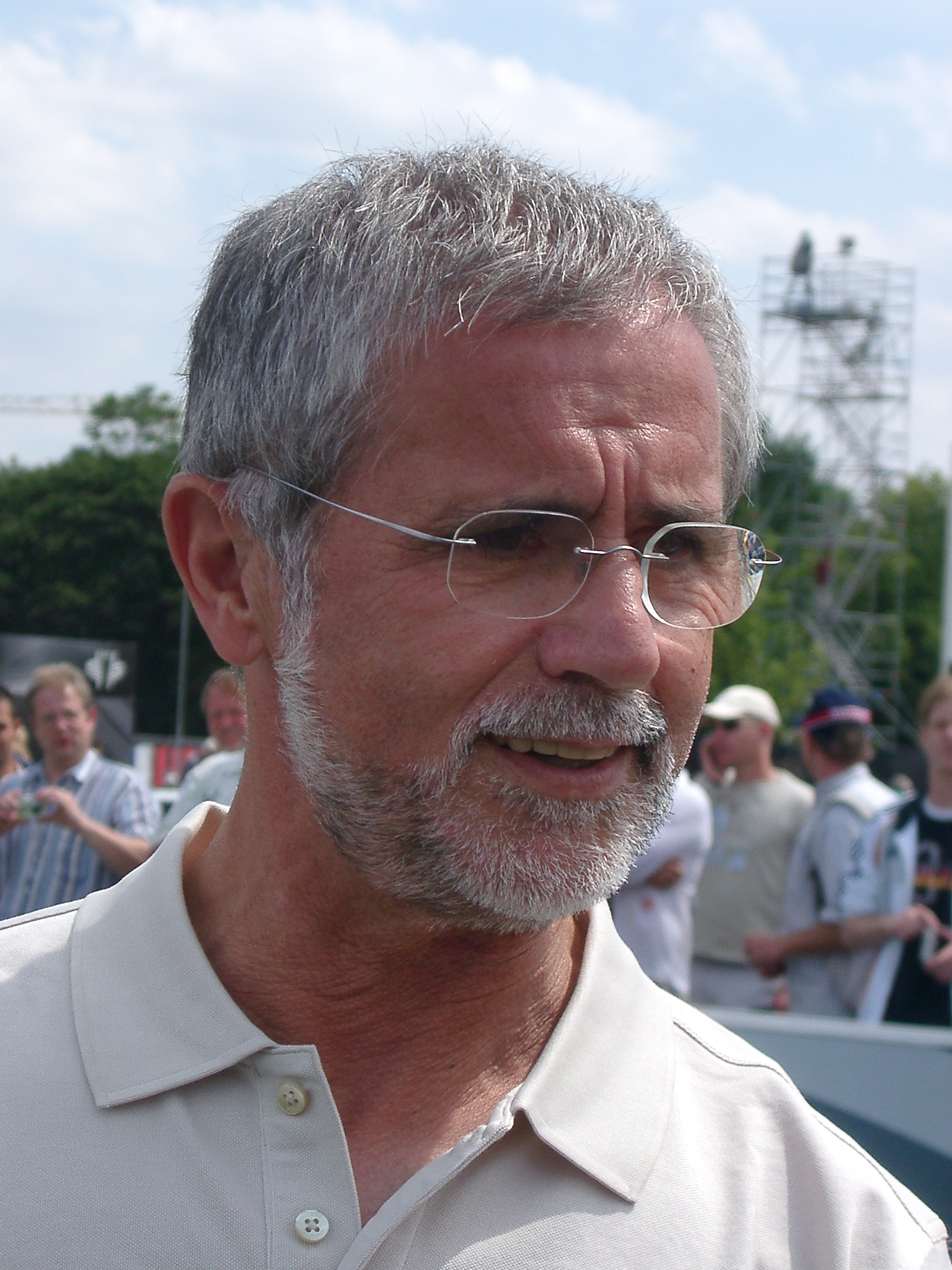
盖德·穆勒

| 德甲参赛场次纪录 | 德甲参赛场次纪录    | 德甲参赛场次纪录 | 德甲参赛场次纪录       | 德甲参赛场次纪录 |
| 球员             | 球员                | 时期             | 球队                   | 场次             |
| ---------------- | ------------------- | ---------------- | ---------------------- | ---------------- |
| 1                | 卡尔-海因茨·科贝尔  | 1972–1991        | 法兰克福               | 602              |
| 2                | 曼弗雷德·卡尔茨     | 1971–1991        | 漢堡                   | 581              |
| 3                | 奥利弗·卡恩         | 1987–2008        | 拜仁慕尼黑             | 557              |
| 4                | 克劳斯·费希特尔     | 1965–1988        | 沙尔克04               | 552              |
| 5                | 米罗斯拉夫·沃塔瓦   | 1976–1996        | 雲達不萊梅             | 546              |
| 6                | 克劳斯·费舍尔       | 1968–1988        | 沙尔克04               | 535              |
| 7                | 埃克·因梅尔         | 1978–1995        | 史特加                 | 534              |
| 8                | 威利·纽贝格         | 1966–1983        | 法兰克福               | 520              |
| 9                | 米夏埃尔·拉默克     | 1972–1988        | 波鸿                   | 518              |
| 10               | 乌尔里希·施泰因     | 1978–1997        | 漢堡                   | 512              |
| 德甲入球纪录     |                     |                  |                        |                  |
| 球员             | 球员                | 时期             | 球队                   | 入球（场均入球） |
| 1                | 盖德·穆勒           | 1965–1979        | 拜仁慕尼黑             | 365（0.85）      |
| 2                | 克劳斯·费舍尔       | 1968–1988        | 沙尔克04               | 268（0.50）      |
| 3                | 罗伯特·莱万多夫斯基 | 2010–2022        | 多蒙特、拜仁慕尼黑     | 236（0.74）      |
| 4                | 積普·希基斯         | 1965–1978        | 慕遜加柏               | 220（0.60）      |
| 5                | 曼弗雷德·博格斯穆勒 | 1969–1990        | 多蒙特                 | 213（0.48）      |
| 6                | 克劳迪奥·皮萨罗     | 1999–20200000    | 雲達不萊梅、拜仁慕尼黑 | 197 （0.40）     |
| 7                | 乌尔夫·基尔斯滕     | 1990–2003        | 利華古遜               | 181（0.52）      |
| 8                | 斯特凡·昆茨         | 1983–1999        | 凱沙羅頓               | 179（0.40）      |
| 9                | 迪特·穆勒           | 1973–1986        | 科隆                   | 177（0.58）      |
| 10               | 克勞斯·阿洛夫斯     | 1975–1993        | 科隆                   | 177（0.42）      |

## 外部連結
- （德文）德甲官方档案 （页面存档备份，存于）
- （德文）德甲官方网站 （页面存档备份，存于）
- （中文）德甲中文官方网站 （页面存档备份，存于）
- （德文）德甲当前资讯（《踢球者》） （页面存档备份，存于）
- （德文）德甲成立以来的所有奖项 （页面存档备份，存于）
- （德文）Die 4-Jahres-Wertung der DFL als Grundlage der Verteilung der TV-Einnahmen （页面存档备份，存于）
- （中文）德甲50年（网易） （页面存档备份，存于）
- 德甲YouTube頻道 （页面存档备份，存于）
- （中文）德甲积分榜 （页面存档备份，存于）
- （德文）德國足協德甲官方网站 （页面存档备份，存于）
- （简体中文） 德国足球甲级联赛的新浪微博